# Coupe d'Asie des nations de football 2023
Navigation
Émirats arabes unis 2019 Arabie saoudite 2027
La Coupe d'Asie des nations de football de 2023 est la dix-huitième édition de la Coupe d'Asie de football. Elle se tient pour la 3e fois au Qatar, qui avait organisé les éditions de 1988 et 2011. Initialement prévue du 16 juin au 16 juillet 2023, la compétition est décalée du 12 janvier au 10 février 2024,.
Elle met aux prises 24 équipes pour la 2e fois consécutive après l'élargissement du format en 2019. Le Qatar, pays hôte de la compétition, est le tenant du titre.

## Désignation du pays organisateur
Plusieurs pays proposent leurs candidatures pour l'édition 2023 : la Chine, la Corée du Sud, l’Inde, l’Indonésie, la Thaïlande. Tous les pays, sauf la Chine, ont finalement retiré leurs candidatures. La candidature gagnante, celle de la Chine a été annoncée le 4 juin 2019, à la veille du 69e Congrès de la FIFA à Paris. Cependant, le 14 mai 2022, l'AFC annonce que la Chine ne sera pas en mesure d'accueillir le tournoi en raison de la pandémie de Covid-19.
Le 18 juillet 2022, l'AFC annonce que quatre pays sont candidats pour remplacer la Chine : l'Australie, l'Indonésie, la Corée du Sud et le Qatar pour une annonce du pays hôte le 17 octobre 2022. L'Australie s'est ensuite retirée de la course à l'organisation le 20 septembre 2022 et l'Indonésie le 15 octobre,.
Le 17 octobre 2022, l'AFC annonce que le Qatar obtient l'organisation de la Coupe d'Asie des nations 2023.
| Nation          | Votes |
| --------------- | ----- |
| Qatar           | 699   |
| Corée du Sud    | 1     |
| Indonésie       | 0     |
| Total des votes | 700   |

## Équipes qualifiées
Les qualifications étaient communes à celles de la Coupe du monde 2022 à savoir :
- les huit vainqueurs du deuxième tour qualificatif de la Coupe du monde et les quatre meilleurs deuxièmes étaient qualifiés pour le troisième tour (deux groupes de six) et étaient en même temps automatiquement qualifiés pour la compétition, soit douze équipes.
  - toutes les autres équipes ayant atteint ce deuxième tour étaient éliminés de la Coupe du monde mais repêchées pour les barrages qualificatifs selon les modalités suivantes :
    - les quatre moins bon deuxièmes et les troisièmes sont qualifiés directement pour le troisième tour, soit douze équipes.
    - les quatrièmes et cinquièmes, seize équipes, s'affrontent deux à deux. Les huit vainqueurs sont qualifiés pour le troisième tour.
    - les huit perdants s’affrontent à nouveau deux à deux lors d'un deuxième tour. Les quatre vainqueurs sont repêchés pour le troisième tour, tandis que les perdants sont éliminés.
    - le troisième tour regroupe donc 12+8+4 = 24 équipes, soit 6 groupes de 4 avec deux qualifiés par groupe, pour les douze dernières places.
      -         - Sélections qualifiées
        - Sélections non-qualifiées
        - Sélections disqualifiées ou qui ont déclaré forfait
        - Sélections non-membres de l'AFC

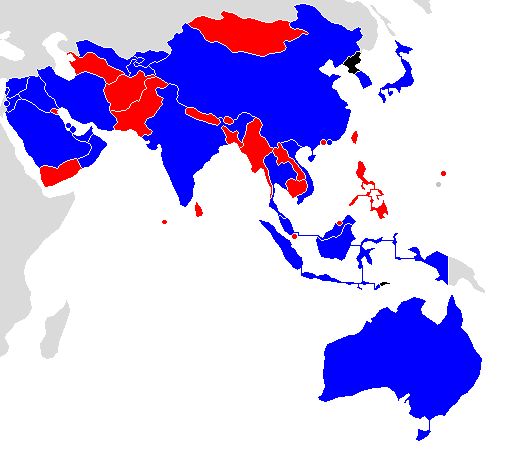
Sélections qualifiées
Sélections non-qualifiées
Sélections disqualifiées ou qui ont déclaré forfait
Sélections non-membres de l'AFC

À la suite du retrait de la Corée du Nord, l'AFC a changé le format de qualification : les 4 moins bon 5e (Indonésie, Cambodge, Guam, Taïwan) disputent des barrages et les 2 vainqueurs rejoignent les 22 autres équipes qualifiées.

| Pays                                     | Date de qualification | Participations                                                                            | Meilleur résultat                                 | Dernière participation (résultat obtenu) |
| ---------------------------------------- | --------------------- | ----------------------------------------------------------------------------------------- | ------------------------------------------------- | ---------------------------------------- |
| Qatar T PO Groupe E - 1re place          | 7 juin 2021           | +10, (1980, 1984, 1988, 1992, 2000, 2004, 2007, 2011, 2015, 2019)                         | Vainqueur (1) · (2019)                            | 2019 · ( Vainqueur)                      |
| Japon Groupe F - 1re place               | 28 mai 2021           | +9, (1988, 1992, 1996, 2000, 2004, 2007, 2011, 2015, 2019)                                | Vainqueur (4) · (1992, 2000, 2004, 2011)          | 2019 · ( Finaliste)                      |
| Syrie Groupe A - 1re place               | 7 juin 2021           | +6, (1980, 1984, 1988, 1996, 2011, 2019)                                                  | 1er tour (6) (1980, 1984, 1988, 1996, 2011, 2019) | 2019 (1er tour)                          |
| Corée du Sud Groupe H - 1re place        | 9 juin 2021           | +14, (1956, 1960, 1964, 1972, 1980, 1984, 1988, 1996, 2000, 2004, 2007, 2011, 2015, 2019) | Vainqueur (2) · (1956, 1960)                      | 2019 (Quart de finale)                   |
| Australie Groupe B - 1re place           | 11 juin 2021          | +4, (2007, 2011, 2015, 2019)                                                              | Vainqueur (1) · (2015)                            | 2019 (Quart de finale)                   |
| Iran Groupe C - 1re place                | 15 juin 2021          | +14, (1968, 1972, 1976, 1980, 1984, 1988, 1992, 1996, 2000, 2004, 2007, 2011, 2015, 2019) | Vainqueur (3) · (1968, 1972, 1976)                | 2019 (Demi-finale)                       |
| Arabie saoudite Groupe D - 1re place     | 15 juin 2021          | +10, (1984, 1988, 1992, 1996, 2000, 2004, 2007, 2011, 2015, 2019)                         | Vainqueur (3) · (1984, 1988, 1996)                | 2019 (Huitième de finale)                |
| Émirats arabes unis Groupe G - 1re place | 15 juin 2021          | +10, (1980, 1984, 1988, 1992, 1996, 2004, 2007, 2011, 2015, 2019)                         | Finaliste (1) · (1996)                            | 2019 (Demi-finale)                       |
| Chine Groupe A - 2e place                | 15 juin 2021          | +12, (1976, 1980, 1984, 1988, 1992, 1996, 2000, 2004, 2007, 2011, 2015, 2019)             | Finaliste (2) · (1984, 2004)                      | 2019 (Quart de finale)                   |
| Irak Groupe C - 2e place                 | 15 juin 2021          | +9, (1972, 1976, 1996, 2000, 2004, 2007, 2011, 2015, 2019)                                | Vainqueur (1) · (2007)                            | 2019 (Huitième de finale)                |
| Oman Groupe E - 2e place                 | 15 juin 2021          | +4, (2004, 2007, 2015, 2019)                                                              | Huitième de finale (1) (2019)                     | 2019 (Huitième de finale)                |
| Viêt Nam Groupe G - 2e place             | 15 juin 2021          | +2, (2007, 2019)                                                                          | Quart de finale (2) (2007, 2019)                  | 2019 (Quart de finale)                   |
| Liban Groupe H - 2e place                | 15 juin 2021          | +2, (2000, 2019)                                                                          | 1er tour (2) (2000, 2019)                         | 2019 (1er tour)                          |
| Jordanie Groupe A - 1re place            | 14 juin 2022          | +4, (2004, 2011, 2015, 2019)                                                              | Quart de finale (2) (2004, 2011)                  | 2019 (Huitième de finale)                |
| Indonésie Groupe A - 2e place            | 14 juin 2022          | +4, (1996, 2000, 2004, 2007)                                                              | 1er tour (4) (1996, 2000, 2004, 2007)             | 2007 (1er tour)                          |
| Palestine Groupe B - 1re place           | 14 juin 2022          | +2, (2015, 2019)                                                                          | 1er tour (2) (2015, 2019)                         | 2019 (1er tour)                          |
| Ouzbékistan Groupe C - 1re place         | 14 juin 2022          | +7, (1996, 2000, 2004, 2007, 2011, 2015, 2019)                                            | 4e (1) (2011)                                     | 2019 (Huitième de finale)                |
| Thaïlande Groupe C - 2e place            | 14 juin 2022          | +7, (1972, 1992, 1996, 2000, 2004, 2007, 2019)                                            | 3e (1) · (1972)                                   | 2019 (Huitième de finale)                |
| Inde Groupe D - 1re place                | 14 juin 2022          | +4, (1964, 1984, 2011, 2019)                                                              | Finaliste (1) · (1964)                            | 2019 (1er tour)                          |
| Hong Kong Groupe D - 2e place            | 14 juin 2022          | +3, (1956, 1964, 1968)                                                                    | 3e (1) · (1956)                                   | 1968 (5e)                                |
| Bahreïn Groupe E - 1re place             | 14 juin 2022          | +6, (1988, 2004, 2007, 2011, 2015, 2019)                                                  | 4e (1) (2004)                                     | 2019 (Huitième de finale)                |
| Malaisie Groupe E - 2e place             | 14 juin 2022          | +3, (1976, 1980, 2007)                                                                    | 1er tour (3) (1976, 1980, 2007)                   | 2007 (1er tour)                          |
| Tadjikistan Groupe F - 1re place         | 14 juin 2022          | +0, (1re apparition)                                                                      | -                                                 | -                                        |
| Kirghizistan Groupe F - 2e place         | 14 juin 2022          | +1, (2019)                                                                                | Huitième de finale (1) (2019)                     | 2019 (Huitième de finale)                |

Légende :

PO : Pays Organisateur

T : Tenant du titre

### Non-qualifiés de l'édition 2019
- Corée du Nord : 1er tour
- Philippines : 1er tour
- Turkménistan : 1er tour
- Yémen : 1er tour

### Calendrier de la compétition
| Dates               | Dates               | 12      | 13      | 14      | 15      | 16      | 17      | 18      | 19      | 20      | 21      | 22      | 23      | 24      | 25      | 26      | 27      | 28      | 29      | 30      | 31      | 1       | 2       | 3       | 4       | 5       | 6       | 7       | 8       | 9       | 10      |
| Dates               | Dates               | janvier | janvier | janvier | janvier | janvier | janvier | janvier | janvier | janvier | janvier | janvier | janvier | janvier | janvier | janvier | janvier | janvier | janvier | janvier | janvier | février | février | février | février | février | février | février | février | février | février |
| ------------------- | ------------------- | ------- | ------- | ------- | ------- | ------- | ------- | ------- | ------- | ------- | ------- | ------- | ------- | ------- | ------- | ------- | ------- | ------- | ------- | ------- | ------- | ------- | ------- | ------- | ------- | ------- | ------- | ------- | ------- | ------- | ------- |
| Groupe A            | Groupe A            | 1       | 1       |         |         |         | 2       |         |         |         |         | 2       |         |         |         |         |         |         |         |         |         |         |         |         |         |         |         |         |         |         |         |
| Groupe B            | Groupe B            |         | 2       |         |         |         |         | 2       |         |         |         |         | 2       |         |         |         |         |         |         |         |         |         |         |         |         |         |         |         |         |         |         |
| Groupe C            | Groupe C            |         |         | 2       |         |         |         | 1       | 1       |         |         |         | 2       |         |         |         |         |         |         |         |         |         |         |         |         |         |         |         |         |         |         |
| Groupe D            | Groupe D            |         |         | 1       | 1       |         |         |         | 2       |         |         |         |         | 2       |         |         |         |         |         |         |         |         |         |         |         |         |         |         |         |         |         |
| Groupe E            | Groupe E            |         |         |         | 2       |         |         |         |         | 2       |         |         |         |         | 2       |         |         |         |         |         |         |         |         |         |         |         |         |         |         |         |         |
| Groupe F            | Groupe F            |         |         |         |         | 2       |         |         |         |         | 2       |         |         |         | 2       |         |         |         |         |         |         |         |         |         |         |         |         |         |         |         |         |
| Huitièmes de finale | Huitièmes de finale |         |         |         |         |         |         |         |         |         |         |         |         |         |         |         |         | 2       | 2       | 2       | 2       |         |         |         |         |         |         |         |         |         |         |
| Quarts de finale    | Quarts de finale    |         |         |         |         |         |         |         |         |         |         |         |         |         |         |         |         |         |         |         |         |         | 2       | 2       |         |         |         |         |         |         |         |
| Demi-finales        | Demi-finales        |         |         |         |         |         |         |         |         |         |         |         |         |         |         |         |         |         |         |         |         |         |         |         |         |         | 1       | 1       |         |         |         |
| Finale              | Finale              |         |         |         |         |         |         |         |         |         |         |         |         |         |         |         |         |         |         |         |         |         |         |         |         |         |         |         |         |         | 1       |

## Villes et stades
Neuf stades accueillent les matchs de la compétition : quatre à Doha (Stade international de Khalifa, Stade Al-Thumama, Stade Jassim-bin-Hamad et Stade Abdallah-ben-Khalifa), deux à Al Rayyan (Stade Ahmad-ben-Ali et Stade Education City), un à Al-Khor (Stade Al-Bayt), un à Al Wakrah (Stade Al-Janoub) et un au Stade de Lusail (Lusail).
| \| Doha Al Rayyan Al-Khor Al Wakrah Lusail \| Localisation des villes. |
| Doha Al Rayyan Al-Khor Al Wakrah Lusail                                |

| Doha Al Rayyan Al-Khor Al Wakrah Lusail |

## Phase de groupes

### Tirage au sort
Le tirage au sort de la phase finale de la Coupe d'Asie des nations 2023 a lieu le 11 mai 2023 sur la base du classement FIFA d'avril 2023.
| Chapeau 1            | Chapeau 2                | Chapeau 3         | Chapeau 4         |
| -------------------- | ------------------------ | ----------------- | ----------------- |
| Qatar (61) T H       | Irak (67)                | Bahreïn (85)      | Inde (101)        |
| Japon (20)           | Émirats arabes unis (72) | Syrie (90)        | Tadjikistan (109) |
| Iran (24)            | Oman (73)                | Palestine (93)    | Thaïlande (114)   |
| Corée du Sud (27)    | Ouzbékistan (74)         | Viêt Nam (95)     | Malaisie (138)    |
| Australie (29)       | Chine (81)               | Kirghizistan (96) | Hong Kong (147)   |
| Arabie saoudite (54) | Jordanie (84)            | Liban (99)        | Indonésie (149)   |

| Groupe A    | Groupe B     | Groupe C            |
| ----------- | ------------ | ------------------- |
| Qatar       | Australie    | Iran                |
| Chine       | Ouzbékistan  | Émirats arabes unis |
| Tadjikistan | Syrie        | Hong Kong           |
| Liban       | Inde         | Palestine           |
| Groupe D    | Groupe E     | Groupe F            |
| Japon       | Corée du Sud | Arabie saoudite     |
| Indonésie   | Malaisie     | Thaïlande           |
| Irak        | Jordanie     | Kirghizistan        |
| Viêt Nam    | Bahreïn      | Oman                |

### Groupe A
Le groupe A est composé du Qatar tenant du titre et pays hôte, de la Chine, du Tadjikistan qui participe pour la première fois à la compétition et du Liban.
| Rang | Équipe      | Pts | J | G | N | P | Bp | Bc | Diff |  | Résultats (▼ dom., ► ext.) |  |     |     |     |
| ---- | ----------- | --- | - | - | - | - | -- | -- | ---- |  | -------------------------- |  | --- | --- | --- |
| 1    | Qatar H     | 9   | 3 | 3 | 0 | 0 | 5  | 0  | +5   |  | Qatar H                    |  | 1-0 | 1-0 | 3-0 |
| 2    | Tadjikistan | 4   | 3 | 1 | 1 | 1 | 2  | 2  | 0    |  | Tadjikistan                |  |     | 0-0 | 2-1 |
| 3    | Chine       | 2   | 3 | 0 | 2 | 1 | 0  | 1  | -1   |  | Chine                      |  |     |     | 0-0 |
| 4    | Liban       | 1   | 3 | 0 | 1 | 2 | 1  | 5  | -4   |  | Liban                      |  |     |     |     |

#### 1rejournée
| Match 1                     | Qatar                                   | 3 - 0   | Liban                  | Stade de Lusail, Lusail                          |                                                  |
| 12 janvier 2024 19h00 UTC+3 | ( Ali) Afif 45e 90+6e · ( Waad) Ali 56e | (1 - 0) |                        | Spectateurs : 82 490 Arbitrage : Alireza Faghani | Spectateurs : 82 490 Arbitrage : Alireza Faghani |
| 12 janvier 2024 19h00 UTC+3 | Alaaeldin 86e · Miguel 90e              | Rapport | 51e Haidar · 80e Srour | Spectateurs : 82 490 Arbitrage : Alireza Faghani | Spectateurs : 82 490 Arbitrage : Alireza Faghani |

| Match 3                     | Chine    | 0 - 0   | Tadjikistan                   | Stade Abdallah-ben-Khalifa, Doha                          |                                                           |
| 13 janvier 2024 17h30 UTC+3 |          | (0 - 0) |                               | Spectateurs : 4 001 Arbitrage : Mohammed Khaled Al-Hoaish | Spectateurs : 4 001 Arbitrage : Mohammed Khaled Al-Hoaish |
| 13 janvier 2024 17h30 UTC+3 | Wang 28e | Rapport | 74e Oumarbaïev · 90+4e Samiev | Spectateurs : 4 001 Arbitrage : Mohammed Khaled Al-Hoaish | Spectateurs : 4 001 Arbitrage : Mohammed Khaled Al-Hoaish |

Lors du match d'ouverture, le Qatar s'impose 3-0 face au Liban et démarre bien la compétition à domicile,. Dans le deuxième match du groupe, la Chine et le Tadjikistan se neutralisent sur un score de 0 à 0. Alors qu'il restait dix minutes à jouer, les Chinois croyaient avoir marqué mais leur but a été annulé pour une position de hors-jeu.

#### 2ejournée
| Match 13                    | Liban | 0 - 0   | Chine     | Stade Al-Thumama, Doha                        |                                               |
| 17 janvier 2024 14h30 UTC+3 |       | (0 - 0) |           | Spectateurs : 14 137 Arbitrage : Ko Hyung-jin | Spectateurs : 14 137 Arbitrage : Ko Hyung-jin |
| 17 janvier 2024 14h30 UTC+3 |       | Rapport | 30e Zhang | Spectateurs : 14 137 Arbitrage : Ko Hyung-jin | Spectateurs : 14 137 Arbitrage : Ko Hyung-jin |

| Match 14                    | Tadjikistan                                            | 0 - 1   | Qatar                                         | Stade Al-Bayt, Al-Khor                           |                                                  |
| 17 janvier 2024 17h30 UTC+3 |                                                        | (0 - 1) | 17e Afif (Ali )                               | Spectateurs : 57 460 Arbitrage : Hiroyuki Kimura | Spectateurs : 57 460 Arbitrage : Hiroyuki Kimura |
| 17 janvier 2024 17h30 UTC+3 | Safarov 35e · Khanonov 81e · Kamolov 81e · Ayni 90+10e | Rapport | 45+1e Fatehi · 60e Waad · 90+11e Pedro Miguel | Spectateurs : 57 460 Arbitrage : Hiroyuki Kimura | Spectateurs : 57 460 Arbitrage : Hiroyuki Kimura |

Lors de la deuxième journée la Chine fait de nouveau un match nul et vierge cette fois-ci face au Liban. Dans le second match, le Qatar s'impose 1-0 face au Tadjikistan et s'assure une place en huitième ainsi que la première place du groupe.

#### 3ejournée
| Match 25                    | Qatar                                    | 1 - 0   | Chine | Stade international de Khalifa, Doha             |                                                  |
| 22 janvier 2024 18h00 UTC+3 | ( Afif) Al Haydos 66e                    | (0 - 0) |       | Spectateurs : 42 104 Arbitrage : Abdullah Jamali | Spectateurs : 42 104 Arbitrage : Abdullah Jamali |
| 22 janvier 2024 18h00 UTC+3 | Al-Rawi 70e · Muneer 80e · Al Ganehi 88e | Rapport |       | Spectateurs : 42 104 Arbitrage : Abdullah Jamali | Spectateurs : 42 104 Arbitrage : Abdullah Jamali |

| Match 26                    | Tadjikistan                                           | 2 - 1   | Liban                                | Stade Jassim-bin-Hamad, Doha                          |                                                       |
| 22 janvier 2024 18h00 UTC+3 | Oumarbaïev 80e · ( Panjchanbe) Khamrokoulov 90+2e     | (0 - 0) | 47e Jradi (Srour )                   | Spectateurs : 11 843 Arbitrage : Mohanad Qasim Sarray | Spectateurs : 11 843 Arbitrage : Mohanad Qasim Sarray |
| 22 janvier 2024 18h00 UTC+3 | Djouuraboyev 27e · Panjchanbe 90+7e · Khayloev 90+12e | Rapport | 56e El Zein · 77e Matar · 90+4e Zein | Spectateurs : 11 843 Arbitrage : Mohanad Qasim Sarray | Spectateurs : 11 843 Arbitrage : Mohanad Qasim Sarray |

Le Qatar, déjà qualifié, remporte le match 1-0 contre la Chine lors de la dernière journée du groupe. Dans le même temps, le Tadjikistan s'impose 2-1 face au Liban dans le temps additionnel, et crée la surprise en se qualifiant pour les huitièmes profitant de la défaite des Chinois éliminés de la compétition.

### Groupe B
Le groupe B est composé de l'Australie vainqueur en 2015, de l'Ouzbékistan, de la Syrie et de l'Inde.
| Rang | Équipe      | Pts | J | G | N | P | Bp | Bc | Diff |  | Résultats (▼ dom., ► ext.) |  |     |     |     |
| ---- | ----------- | --- | - | - | - | - | -- | -- | ---- |  | -------------------------- |  | --- | --- | --- |
| 1    | Australie   | 7   | 3 | 2 | 1 | 0 | 4  | 1  | +3   |  | Australie                  |  | 1-1 | 1-0 | 2-0 |
| 2    | Ouzbékistan | 5   | 3 | 1 | 2 | 0 | 4  | 1  | +3   |  | Ouzbékistan                |  |     | 0-0 | 3-0 |
| 3    | Syrie       | 4   | 3 | 1 | 1 | 1 | 1  | 1  | 0    |  | Syrie                      |  |     |     | 1-0 |
| 4    | Inde        | 0   | 3 | 0 | 0 | 3 | 0  | 6  | -6   |  | Inde                       |  |     |     |     |

#### 1rejournée
| Match 2                     | Australie                      | 2 - 0   | Inde               | Stade Ahmad-ben-Ali, Al Rayyan                     |                                                    |
| 13 janvier 2024 14h30 UTC+3 | Irvine 50e · ( McGree) Bos 73e | (0 - 0) |                    | Spectateurs : 36 253 Arbitrage : Yoshimi Yamashita | Spectateurs : 36 253 Arbitrage : Yoshimi Yamashita |
| 13 janvier 2024 14h30 UTC+3 |                                | Rapport | 90+4e Partap Singh | Spectateurs : 36 253 Arbitrage : Yoshimi Yamashita | Spectateurs : 36 253 Arbitrage : Yoshimi Yamashita |

| Match 4                     | Ouzbékistan   | 0 - 0   | Syrie        | Stade Jassim-bin-Hamad, Doha                  |                                               |
| 13 janvier 2024 20h30 UTC+3 |               | (0 - 0) |              | Spectateurs : 10 198 Arbitrage : Ahmed Al-Kaf | Spectateurs : 10 198 Arbitrage : Ahmed Al-Kaf |
| 13 janvier 2024 20h30 UTC+3 | Houssanov 54e | Rapport | 31e Al-Aswad | Spectateurs : 10 198 Arbitrage : Ahmed Al-Kaf | Spectateurs : 10 198 Arbitrage : Ahmed Al-Kaf |

Lors de la première journée, l'Australie s'impose 2-0 face à l'Inde. Dans le second match l’Ouzbékistan et la Syrie se neutralisent sur un score nul et vierge.

#### 2ejournée
| Match 15                    | Syrie | 0 - 1   | Australie                 | Stade Jassim-bin-Hamad, Doha                   |                                                |
| 18 janvier 2024 14h30 UTC+3 |       | (0 - 0) | 59e Irvine                | Spectateurs : 10 097 Arbitrage : Adel Al-Naqbi | Spectateurs : 10 097 Arbitrage : Adel Al-Naqbi |
| 18 janvier 2024 14h30 UTC+3 |       | Rapport | 27e O'Neill · 85e Silvera | Spectateurs : 10 097 Arbitrage : Adel Al-Naqbi | Spectateurs : 10 097 Arbitrage : Adel Al-Naqbi |

| Match 16                    | Inde    | 0 - 3   | Ouzbékistan                                                      | Stade Ahmad-ben-Ali, Al Rayyan           |                                          |
| 18 janvier 2024 17h30 UTC+3 |         | (0 - 3) | 4e Fayzoullaev (Choukourov ) · 18e Sergeïev · 45+4e Nasroullaïev | Spectateurs : 38 491 Arbitrage : Ming Fu | Spectateurs : 38 491 Arbitrage : Ming Fu |
| 18 janvier 2024 17h30 UTC+3 | Rapport |         |                                                                  | Spectateurs : 38 491 Arbitrage : Ming Fu | Spectateurs : 38 491 Arbitrage : Ming Fu |

Lors de cette seconde journée l'Australie continue son sans faute et s'impose face à la Syrie 1-0 et assure ainsi sa qualification pour les huitièmes de finale. Dans l'autre match l'Ouzbékistan dispose facilement de l'Inde 3-0 et est en bonne position pour la qualification en huitièmes.

#### 3ejournée
| Match 27                    | Australie                | 1 - 1   | Ouzbékistan                                         | Stade Al-Janoub, Al Wakrah                    |                                               |
| 23 janvier 2024 14h30 UTC+3 | Boyle 45+1e (pen.)       | (1 - 0) | 78e Tourg'ounboye (Masharipov )                     | Spectateurs : 15 290 Arbitrage : Yusuke Araki | Spectateurs : 15 290 Arbitrage : Yusuke Araki |
| 23 janvier 2024 14h30 UTC+3 | Souttar 50e · McGree 70e | Rapport | 25e Echmourodov · 45e Hamrobekov · 45+3e Choukourov | Spectateurs : 15 290 Arbitrage : Yusuke Araki | Spectateurs : 15 290 Arbitrage : Yusuke Araki |

| Match 28                    | Syrie                   | 1 - 0   | Inde                 | Stade Al-Bayt, Al-Khor                            |                                                   |
| 23 janvier 2024 14h30 UTC+3 | ( Hesar) Kharbin 76e    | (0 - 0) |                      | Spectateurs : 42 787 Arbitrage : Sivakorn Pu-udom | Spectateurs : 42 787 Arbitrage : Sivakorn Pu-udom |
| 23 janvier 2024 14h30 UTC+3 | Weiss 26e · Kharbin 77e | Rapport | 2e Bheke · 26e Singh | Spectateurs : 42 787 Arbitrage : Sivakorn Pu-udom | Spectateurs : 42 787 Arbitrage : Sivakorn Pu-udom |

L'Australie déjà qualifié, obtient le point du match nul face à l'Ouzbékistan, ce qui permet à ce dernier de se qualifier pour les huitièmes. Dans l'autre duel, c'est la Syrie qui prend le meilleur sur l'Inde en s'imposant 1-0. Il faudra attendre la fin de la phase de groupes pour savoir si la Syrie est qualifiée parmi les quatre meilleurs troisièmes, tandis que l'Inde termine la compétition avec aucune victoire.

### Groupe C
Le groupe C est composé de l'Iran triple vainqueur, des Émirats arabes unis, de Hong Kong et de la Palestine.
| Rang | Équipe              | Pts | J | G | N | P | Bp | Bc | Diff |  | Résultats (▼ dom., ► ext.) |  |     |     |     |
| ---- | ------------------- | --- | - | - | - | - | -- | -- | ---- |  | -------------------------- |  | --- | --- | --- |
| 1    | Iran                | 9   | 3 | 3 | 0 | 0 | 7  | 2  | +5   |  | Iran                       |  | 2-1 | 4-1 | 1-0 |
| 2    | Émirats arabes unis | 4   | 3 | 1 | 1 | 1 | 5  | 4  | +1   |  | Émirats arabes unis        |  |     | 1-1 | 3-1 |
| 3    | Palestine           | 4   | 3 | 1 | 1 | 1 | 5  | 5  | 0    |  | Palestine                  |  |     |     | 3-0 |
| 4    | Hong Kong           | 0   | 3 | 0 | 0 | 3 | 1  | 7  | -6   |  | Hong Kong                  |  |     |     |     |

#### 1rejournée
| Match 6                     | Émirats arabes unis                                     | 3 - 1   | Hong Kong            | Stade international de Khalifa, Doha           |                                                |
| 14 janvier 2024 17h30 UTC+3 | Adil 34e (pen.) · Sultan 52e · Al-Ghassani 90+6e (pen.) | (1 - 0) | 49e Chan (Camargo )  | Spectateurs : 15 586 Arbitrage : Muhammad Taqi | Spectateurs : 15 586 Arbitrage : Muhammad Taqi |
| 14 janvier 2024 17h30 UTC+3 | Idrees 23e                                              | Rapport | 27e Yue · 33e Gerbig | Spectateurs : 15 586 Arbitrage : Muhammad Taqi | Spectateurs : 15 586 Arbitrage : Muhammad Taqi |

| Match 7                     | Iran                                                                                            | 4 - 1   | Palestine                                                                       | Stade Education City, Al Rayyan                        |                                                        |
| 14 janvier 2024 20h30 UTC+3 | ( Ghoddos) Ansarifard 2e · ( Ghoddos) Khalilzadeh 12e · ( Jahanbakhsh) Ghayedi 38e · Azmoun 55e | (3 - 1) | 45+6e Seyam                                                                     | Spectateurs : 27 691 Arbitrage : Abdulrahman Al-Jassim | Spectateurs : 27 691 Arbitrage : Abdulrahman Al-Jassim |
| 14 janvier 2024 20h30 UTC+3 | Kanaanizadegan 17e                                                                              | Rapport | 10e Termanimi · 40e Saldaña · 42e Seyam · 51e Qunbar · 80e Khalil · 90+5e Saleh | Spectateurs : 27 691 Arbitrage : Abdulrahman Al-Jassim | Spectateurs : 27 691 Arbitrage : Abdulrahman Al-Jassim |

Lors de cette première journée du groupe C, les Émirats arabes unis s'impose 3-1 face à Hong Kong. Dans le second match l'Iran s'impose largement face à la Palestine 4-1,.

#### 2ejournée
| Match 17                    | Palestine        | 1 - 1   | Émirats arabes unis       | Stade Al-Janoub, Al Wakrah                    |                                               |
| 18 janvier 2024 20h30 UTC+3 | Nasser 50e (csc) | (0 - 1) | 23e Adil (Saleh )         | Spectateurs : 41 986 Arbitrage : Ahmed Al-Ali | Spectateurs : 41 986 Arbitrage : Ahmed Al-Ali |
| 18 janvier 2024 20h30 UTC+3 | Jaber 90+9e      | Rapport | 16e Adil · 37e Al Hammadi | Spectateurs : 41 986 Arbitrage : Ahmed Al-Ali | Spectateurs : 41 986 Arbitrage : Ahmed Al-Ali |

| Match 20                    | Hong Kong          | 0 - 1   | Iran                     | Stade international de Khalifa, Doha          |                                               |
| 19 janvier 2024 20h30 UTC+3 |                    | (0 - 1) | 24e Ghayedi (Mohammadi ) | Spectateurs : 36 412 Arbitrage : Hanna Hattab | Spectateurs : 36 412 Arbitrage : Hanna Hattab |
| 19 janvier 2024 20h30 UTC+3 | Wu 37e · Nuñez 47e | Rapport |                          | Spectateurs : 36 412 Arbitrage : Hanna Hattab | Spectateurs : 36 412 Arbitrage : Hanna Hattab |

Dans le premier match de cette seconde journée la Palestine accroche les Émirats arabes unis 1-1. Dans l'autre match l'Iran s'impose d'un petit but face à Hong Kong et se qualifie pour les huitièmes de finale.

#### 3ejournée
| Match 29                    | Iran                               | 2 - 1   | Émirats arabes unis          | Stade Education City, Al Rayyan                  |                                                  |
| 23 janvier 2024 18h00 UTC+3 | ( Azmoun) Taremi 26e 65e           | (1 - 0) | 90+3e Al-Ghassani (Ramadan ) | Spectateurs : 34 259 Arbitrage : Ilgiz Tantashev | Spectateurs : 34 259 Arbitrage : Ilgiz Tantashev |
| 23 janvier 2024 18h00 UTC+3 | Moharrami 41e · Kanaanizadegan 62e | Rapport | 54e Al-Zaabi · 72e Ibrahim   | Spectateurs : 34 259 Arbitrage : Ilgiz Tantashev | Spectateurs : 34 259 Arbitrage : Ilgiz Tantashev |

| Match 30                    | Hong Kong         | 0 - 3   | Palestine                                              | Stade Abdallah-ben-Khalifa, Doha            |                                             |
| 23 janvier 2024 18h00 UTC+3 |                   | (0 - 1) | 12e 60e Dabbagh (Al-Battat ) · 48e Qunbar (Al-Battat ) | Spectateurs : 6 568 Arbitrage : Shaun Evans | Spectateurs : 6 568 Arbitrage : Shaun Evans |
| 23 janvier 2024 18h00 UTC+3 | Tan 76e · Orr 86e | Rapport |                                                        | Spectateurs : 6 568 Arbitrage : Shaun Evans | Spectateurs : 6 568 Arbitrage : Shaun Evans |

La première place du groupe se joue dans le duel entre l'Iran et les Émirats arabes unis, et c'est l'Iran qui s'empare de la première place après sa victoire 2-1. Malgré la défaite les Émiratis sont qualifiés pour les huitièmes. En battant Hong Kong par un score de 3-0 lors du second match de cette dernière journée, les Palestiniens se qualifient pour la première fois en huitièmes de finale.

### Groupe D
Le groupe D est composé du Japon quatre fois vainqueur, de l'Indonésie, de l'Irak vainqueur en 2007 et du Vietnam.
| Rang | Équipe    | Pts | J | G | N | P | Bp | Bc | Diff |  | Résultats (▼ dom., ► ext.) |  |     |     |     |
| ---- | --------- | --- | - | - | - | - | -- | -- | ---- |  | -------------------------- |  | --- | --- | --- |
| 1    | Irak      | 9   | 3 | 3 | 0 | 0 | 8  | 4  | +4   |  | Irak                       |  | 2-1 | 3-1 | 3-2 |
| 2    | Japon     | 6   | 3 | 2 | 0 | 1 | 8  | 5  | +3   |  | Japon                      |  |     | 3-1 | 4-2 |
| 3    | Indonésie | 3   | 3 | 1 | 0 | 2 | 3  | 6  | -3   |  | Indonésie                  |  |     |     | 1-0 |
| 4    | Viêt Nam  | 0   | 3 | 0 | 0 | 3 | 4  | 8  | -4   |  | Viêt Nam                   |  |     |     |     |

#### 1rejournée
| Match 5                     | Japon                                                                    | 4 - 2   | Viêt Nam                    | Stade Al-Thumama, Doha                          |                                                 |
| 14 janvier 2024 14h30 UTC+3 | ( Endō) Minamino 11e 45e · ( Minamino) Nakamura 45+4e · ( Kubo) Ueda 85e | (3 - 2) | 16e Nguyễn (Đỗ ) · 33e Phạm | Spectateurs : 17 385 Arbitrage : Kim Jong-hyeok | Spectateurs : 17 385 Arbitrage : Kim Jong-hyeok |
| 14 janvier 2024 14h30 UTC+3 | Sugawara 32e                                                             | Rapport |                             | Spectateurs : 17 385 Arbitrage : Kim Jong-hyeok | Spectateurs : 17 385 Arbitrage : Kim Jong-hyeok |

| Match 9                     | Indonésie               | 1 - 3   | Irak                                 | Stade Ahmad-ben-Ali, Al Rayyan                   |                                                  |
| 15 janvier 2024 17h30 UTC+3 | ( Sayuri) Ferdinan 37e  | (1 - 2) | 17e Ali · 45+7e Rashid · 75e Hussein | Spectateurs : 16 532 Arbitrage : Ilgiz Tantashev | Spectateurs : 16 532 Arbitrage : Ilgiz Tantashev |
| 15 janvier 2024 17h30 UTC+3 | Baggott 2e · Klok 90+5e | Rapport |                                      | Spectateurs : 16 532 Arbitrage : Ilgiz Tantashev | Spectateurs : 16 532 Arbitrage : Ilgiz Tantashev |

Lors du premier match le Japon s'impose dans la difficulté face au Vietnam 4-2 grâce notamment à un double de Takumi Minamino. Dans le second match l'Iraq s'impose 3-1 face à l'Indonésie et rejoint le Japon en tête du groupe.

#### 2ejournée
| Match 18                    | Irak                          | 2 - 1   | Japon                | Stade Education City, Al Rayyan                  |                                                  |
| 19 janvier 2024 14h30 UTC+3 | ( Al-Hajjaj) Hussein 5e 45+4e | (2 - 0) | 90+3e Endō (Hatate ) | Spectateurs : 38 663 Arbitrage : Khaled Al Teris | Spectateurs : 38 663 Arbitrage : Khaled Al Teris |
| 19 janvier 2024 14h30 UTC+3 | Natiq 15e                     | Rapport | 37e Ito              | Spectateurs : 38 663 Arbitrage : Khaled Al Teris | Spectateurs : 38 663 Arbitrage : Khaled Al Teris |

| Match 19                    | Viêt Nam    | 0 - 1   | Indonésie                 | Stade Abdallah-ben-Khalifa, Doha                   |                                                    |
| 19 janvier 2024 17h30 UTC+3 |             | (0 - 1) | 42e (pen.) Mangkualam     | Spectateurs : 10 221 Arbitrage : Sadullo Gulmurodi | Spectateurs : 10 221 Arbitrage : Sadullo Gulmurodi |
| 19 janvier 2024 17h30 UTC+3 | Lê Phạm 83e | Rapport | 80e Arhan · 90+10e Sayuri | Spectateurs : 10 221 Arbitrage : Sadullo Gulmurodi | Spectateurs : 10 221 Arbitrage : Sadullo Gulmurodi |

Pour cette seconde journée les deux premiers du groupe s'affrontent, l'Iraq prend le dessus sur Japon 2-1 grâce à un doublé de Aymen Hussein en première période, Wataru Endō va réduire le score pour le Japon en fin de match. Le match suivant oppose les vaincus de la première journée, et les Indonésiens parviennent à s'imposer 1-0 grâce à un penalty de Asnawi Mangkualam.

#### 3ejournée
| Match 31                    | Japon                                         | 3 - 1   | Indonésie                           | Stade Al-Thumama, Doha                           |                                                  |
| 24 janvier 2024 14h30 UTC+3 | ( Doan) Ueda 6e (pen.) 52e · Hubner 88e (csc) | (1 - 0) | 90+1e Walsh                         | Spectateurs : 26 453 Arbitrage : Khamis Al-Marri | Spectateurs : 26 453 Arbitrage : Khamis Al-Marri |
| 24 janvier 2024 14h30 UTC+3 | Endō 68e · Minamino 70e                       | Rapport | 42e Struick · 77e Amat · 78e Hubner | Spectateurs : 26 453 Arbitrage : Khamis Al-Marri | Spectateurs : 26 453 Arbitrage : Khamis Al-Marri |

| Match 32                    | Irak                                                     | 3 - 2   | Viêt Nam                                                 | Stade Jassim-bin-Hamad, Doha                     |                                                  |
| 24 janvier 2024 14h30 UTC+3 | ( Jasim) Sulaka 47e · ( Jasim) Hussein 73e 90+12e (pen.) | (0 - 1) | 42e Việt Anh (Khuất ) · 90+1e Nguyễn Q.H. (Nguyễn T.B. ) | Spectateurs : 8 932 Arbitrage : Nazmi Nasaruddin | Spectateurs : 8 932 Arbitrage : Nazmi Nasaruddin |
| 24 janvier 2024 14h30 UTC+3 | Madjed 51e                                               | Rapport | 6e, 45+4e Khuất · 45+4e Nguyễn T.S · 82e Việt Anh        | Spectateurs : 8 932 Arbitrage : Nazmi Nasaruddin | Spectateurs : 8 932 Arbitrage : Nazmi Nasaruddin |

Pour la dernière journée, le Japon et l'Indonésie se rencontrent, et les deux sélections ont la possibilité de se qualifier pour les huitièmes. Dès la 6e minute, les Japonais prennent rapidement l'avantage et maintiennent cette avance tout au long de la partie. Ils inscrivent deux buts, l'un sur penalty et l'autre sur un contre son camp des Indonésiens. La qualification pour les huitièmes de finale est assurée pour le Japon, tandis que l'Indonésie devra patienter jusqu'au match entre Oman et le Kirghizistan. Si Oman ne gagne pas, ils sont qualifiés. Le match se termine par un match nul, ce qui permet à l'Indonésie de se qualifier pour les huitièmes. Au terme du second match, l'Irak va remporter la victoire contre le Vietnam grâce à un pénalty de [Aymen Hussein] accordé à la 12e minute du temps additionnel. Au début du temps additionnel, les Vietnamiens avaient pourtant réussi à égaliser. Les Iraquiens terminent en tête du groupe en remportant leurs trois matchs, tandis que le Vietnam est éliminé après avoir perdu tous ses matchs.

### Groupe E
Le groupe E est composé de la Corée du Sud double vainqueur, de la Malaisie, de la Jordanie et du Bahreïn.
| Rang | Équipe       | Pts | J | G | N | P | Bp | Bc | Diff |  | Résultats (▼ dom., ► ext.) |  |     |     |     |
| ---- | ------------ | --- | - | - | - | - | -- | -- | ---- |  | -------------------------- |  | --- | --- | --- |
| 1    | Bahreïn      | 6   | 3 | 2 | 0 | 1 | 3  | 3  | 0    |  | Bahreïn                    |  | 1-3 | 1-0 | 1-0 |
| 2    | Corée du Sud | 5   | 3 | 1 | 2 | 0 | 8  | 6  | +2   |  | Corée du Sud               |  |     | 2-2 | 3-3 |
| 3    | Jordanie     | 4   | 3 | 1 | 1 | 1 | 6  | 3  | +3   |  | Jordanie                   |  |     |     | 4-0 |
| 4    | Malaisie     | 1   | 3 | 0 | 1 | 2 | 3  | 8  | -5   |  | Malaisie                   |  |     |     |     |

#### 1rejournée
| Match 8                     | Corée du Sud                                            | 3 - 1   | Bahreïn               | Stade Jassim-bin-Hamad, Doha            |                                         |
| 15 janvier 2024 14h30 UTC+3 | Hwang 38e · ( Kim) ( Hwang) Lee 56e 68e                 | (1 - 0) | 51e Al-Hashsash       | Spectateurs : 8 388 Arbitrage : Ma Ning | Spectateurs : 8 388 Arbitrage : Ma Ning |
| 15 janvier 2024 14h30 UTC+3 | Park 9e · Kim 13e · Lee K.-J. 28e · Cho 61e · Son 90+4e | Rapport | 31e Madan · 45e Atede | Spectateurs : 8 388 Arbitrage : Ma Ning | Spectateurs : 8 388 Arbitrage : Ma Ning |

| Match 10                    | Malaisie | 0 - 4   | Jordanie                                                               | Stade Al-Janoub, Al Wakrah                        |                                                   |
| 15 janvier 2024 20h30 UTC+3 |          | (0 - 3) | 12e 32e Al-Mardi (Al-Naimat ) · 18e (pen.) 85e Al-Taamari (Al-Awadat ) | Spectateurs : 20 410 Arbitrage : Mohammed Abdulla | Spectateurs : 20 410 Arbitrage : Mohammed Abdulla |
| 15 janvier 2024 20h30 UTC+3 |          | Rapport | 45+1e Al-Rashdan                                                       | Spectateurs : 20 410 Arbitrage : Mohammed Abdulla | Spectateurs : 20 410 Arbitrage : Mohammed Abdulla |

Lors du premier match la Corée du Sud s'impose 3-1 face au Bahreïn grâce notamment au double de Lee Kang-in. Dans le second match, la Jordanie remporte facilement son match face à la Malaisie 4-0, Musa Al-Taamari et Mahmoud Al-Mardi inscrivent chacun un doublé.

#### 2ejournée
| Match 21                    | Jordanie                                 | 2 - 2   | Corée du Sud                        | Stade Al-Thumama, Doha                               |                                                      |
| 20 janvier 2024 14h30 UTC+3 | Park 30e (csc) · Al-Naimat 45+6e         | (2 - 1) | 9e (pen.) Son · 90+1e (csc) Al-Arab | Spectateurs : 36 627 Arbitrage : Salman Ahmad Falahi | Spectateurs : 36 627 Arbitrage : Salman Ahmad Falahi |
| 20 janvier 2024 14h30 UTC+3 | Haddad 8e · Al-Taamari 18e · Al-Arab 29e | Rapport | 28e Hwang · 90+5e Oh                | Spectateurs : 36 627 Arbitrage : Salman Ahmad Falahi | Spectateurs : 36 627 Arbitrage : Salman Ahmad Falahi |

| Match 22                    | Bahreïn        | 1 - 0   | Malaisie             | Stade Jassim-bin-Hamad, Doha                  |                                               |
| 20 janvier 2024 17h30 UTC+3 | Madan 90+5e    | (0 - 0) |                      | Spectateurs : 10 386 Arbitrage : Ahmed Al-Kaf | Spectateurs : 10 386 Arbitrage : Ahmed Al-Kaf |
| 20 janvier 2024 17h30 UTC+3 | Al-Aswad 45+1e | Rapport | 19e Kutty · 52e Saad | Spectateurs : 10 386 Arbitrage : Ahmed Al-Kaf | Spectateurs : 10 386 Arbitrage : Ahmed Al-Kaf |

Lors de la seconde journée, la Jordanie a frôlé l'exploit face à la Corée du Sud qui a égalisé dans le temps additionnel, es deux équipes se séparent sur le score de 2-2. Dans l'autre match le Bahreïn arrache la victoire à la 6e minute du temps additionnel face à la Malaisie,

#### 3ejournée
| Match 33                    | Corée du Sud                                  | 3 - 3   | Malaisie                                               | Stade Al-Janoub, Al Wakrah                              |                                                         |
| 25 janvier 2024 14h30 UTC+3 | ( Lee) Jeong 21e · Lee 83e · Son 90+4e (pen.) | (1 - 0) | 51e Halim · 62e (pen.) Aiman · 90+15e Morales (Josué ) | Spectateurs : 30 117 Arbitrage : Khaled Saleh Al-Turais | Spectateurs : 30 117 Arbitrage : Khaled Saleh Al-Turais |
| 25 janvier 2024 14h30 UTC+3 | Lee 19e                                       | Rapport |                                                        | Spectateurs : 30 117 Arbitrage : Khaled Saleh Al-Turais | Spectateurs : 30 117 Arbitrage : Khaled Saleh Al-Turais |

| Match 34                    | Jordanie                  | 0 - 1   | Bahreïn                  | Stade international de Khalifa, Doha                 |                                                      |
| 25 janvier 2024 14h30 UTC+3 |                           | (0 - 1) | 34e Yusuf Helal (Madan ) | Spectateurs : 39 650 Arbitrage : Omar Mohamed Al Ali | Spectateurs : 39 650 Arbitrage : Omar Mohamed Al Ali |
| 25 janvier 2024 14h30 UTC+3 | Al-Ajalin 56e · Olwan 67e | Rapport |                          | Spectateurs : 39 650 Arbitrage : Omar Mohamed Al Ali | Spectateurs : 39 650 Arbitrage : Omar Mohamed Al Ali |

Après un match fou, la Corée du Sud et la Malaisie vont se séparer sur un score de 3-3 à l'issue de la dernière journée. Les Sud-Coréens espéraient arracher la victoire dans les ultimes instants (90e+4e) grâce à un penalty de son Heung-min. Cependant, les Malaisiens réussissent à arracher le nul à la 15e minute du temps additionnel grâce à Romel Morales. En même temps, le Bahreïn réalise une surprise en remportant le match 1-0 contre la Jordanie. En remportant cette victoire, ils assurent la première place du groupe après le nul de la Corée du Sud qui termine en deuxième position. La Jordanie a tout de même réussi à se qualifier en tant que meilleurs troisièmes malgré la défaite.

### Groupe F
Le groupe F est composé de l'Arabie saoudite triple vainqueur, de la Thaïlande, du Kirghizistan et de Oman.
| Rang | Équipe          | Pts | J | G | N | P | Bp | Bc | Diff |  | Résultats (▼ dom., ► ext.) |  |     |     |     |
| ---- | --------------- | --- | - | - | - | - | -- | -- | ---- |  | -------------------------- |  | --- | --- | --- |
| 1    | Arabie saoudite | 7   | 3 | 2 | 1 | 0 | 4  | 1  | +3   |  | Arabie saoudite            |  | 0-0 | 2-1 | 2-0 |
| 2    | Thaïlande       | 5   | 3 | 1 | 2 | 0 | 2  | 0  | +2   |  | Thaïlande                  |  |     | 0-0 | 2-0 |
| 3    | Oman            | 2   | 3 | 0 | 2 | 1 | 2  | 3  | -1   |  | Oman                       |  |     |     | 1-1 |
| 4    | Kirghizistan    | 1   | 3 | 0 | 1 | 2 | 1  | 5  | -4   |  | Kirghizistan               |  |     |     |     |

#### 1rejournée
| Match 11                    | Thaïlande                                     | 2 - 0   | Kirghizistan                    | Stade Abdallah-ben-Khalifa, Doha                |                                                 |
| 16 janvier 2024 17h30 UTC+3 | Chaided 26e 48e                               | (1 - 0) |                                 | Spectateurs : 4 530 Arbitrage : Adham Makhadmeh | Spectateurs : 4 530 Arbitrage : Adham Makhadmeh |
| 16 janvier 2024 17h30 UTC+3 | Bunmathan 8e · Mickelson 81e · Wonggorn 90+7e | Rapport | 21e Alykulov · 90+3e Batyrkanov | Spectateurs : 4 530 Arbitrage : Adham Makhadmeh | Spectateurs : 4 530 Arbitrage : Adham Makhadmeh |

| Match 12                    | Arabie saoudite                          | 2 - 1   | Oman                  | Stade international de Khalifa, Doha         |                                              |
| 16 janvier 2024 20h30 UTC+3 | ( Lajami) Ghareeb 78e · Al-Bulaihi 90+6e | (0 - 1) | 14e (pen.) Al-Yahyaei | Spectateurs : 16 532 Arbitrage : Shaun Evans | Spectateurs : 16 532 Arbitrage : Shaun Evans |
| 16 janvier 2024 20h30 UTC+3 | Al-Tambakti 13e                          | Rapport |                       | Spectateurs : 16 532 Arbitrage : Shaun Evans | Spectateurs : 16 532 Arbitrage : Shaun Evans |

Au cours de la première journée, la Thaïlande a pris le dessus 2-0 sur le Kirghizistan, grâce à un double de Supachai Chaided,. Dans le second match de cette journée l'Arabie saoudite s'est imposée 2-1 contre l'Oman, malgré l'ouverture du score par ce dernier.

#### 2ejournée
| Match 23                    | Oman | 0 - 0   | Thaïlande     | Stade Abdallah-ben-Khalifa, Doha                  |                                                   |
| 21 janvier 2024 17h30 UTC+3 |      | (0 - 0) |               | Spectateurs : 6 340 Arbitrage : Mouood Bonyadifar | Spectateurs : 6 340 Arbitrage : Mouood Bonyadifar |
| 21 janvier 2024 17h30 UTC+3 |      | Rapport | 57e Bunmathan | Spectateurs : 6 340 Arbitrage : Mouood Bonyadifar | Spectateurs : 6 340 Arbitrage : Mouood Bonyadifar |

| Match 24                    | Kirghizistan                                           | 0 - 2   | Arabie saoudite                                | Stade Ahmad-ben-Ali, Al Rayyan               |                                              |
| 21 janvier 2024 20h30 UTC+3 |                                                        | (0 - 1) | 35e Kanno (Abdulhamid ) · 84e Al-Ghamdi (Ali ) | Spectateurs : 39 557 Arbitrage : Jumpei Iida | Spectateurs : 39 557 Arbitrage : Jumpei Iida |
| 21 janvier 2024 20h30 UTC+3 | Akmatov 9e · Brauzman 22e · Michtchenko 42e · Merk 52e | Rapport | 63e Al-Shehri                                  | Spectateurs : 39 557 Arbitrage : Jumpei Iida | Spectateurs : 39 557 Arbitrage : Jumpei Iida |

Au cours de la deuxième journée, Oman et la Thaïlande se séparent sur un score nul, sans marquer le moindre but. Dans le match suivant, l'Arabie saoudite s'est imposée 2-0 contre le Kirghizistan et a obtenu la qualification pour les huitièmes,.

#### 3ejournée
| Match 35                    | Arabie saoudite | 0 - 0   | Thaïlande | Stade Education City, Al Rayyan              |                                              |
| 25 janvier 2024 18h00 UTC+3 |                 | (0 - 0) |           | Spectateurs : 38 773 Arbitrage : Kim Hee-gon | Spectateurs : 38 773 Arbitrage : Kim Hee-gon |
| 25 janvier 2024 18h00 UTC+3 | Ghareeb 35e     | Rapport |           | Spectateurs : 38 773 Arbitrage : Kim Hee-gon | Spectateurs : 38 773 Arbitrage : Kim Hee-gon |

| Match 36                    | Kirghizistan                   | 1 - 1   | Oman                             | Stade Abdallah-ben-Khalifa, Doha             |                                              |
| 25 janvier 2024 18h00 UTC+3 | Kojo 80e                       | (0 - 1) | 8e Al-Ghassani                   | Spectateurs : 6 231 Arbitrage : Ahmed Al Ali | Spectateurs : 6 231 Arbitrage : Ahmed Al Ali |
| 25 janvier 2024 18h00 UTC+3 | Alykoulov 43e · Almazbekov 78e | Rapport | 4e Al-Khamisi · 90+2e Al-Yahmadi | Spectateurs : 6 231 Arbitrage : Ahmed Al Ali | Spectateurs : 6 231 Arbitrage : Ahmed Al Ali |

L'Arabie saoudite, déjà qualifiée pour les huitièmes de finale, a concédé un match nul et vierge contre la Thaïlande. Dans le même temps le Kirghizistan et Oman font également match nul 1-1. À la suite de ces résultats, l'Arabie saoudite se classe première du groupe et est suivie par la Thaïlande qui se qualifie pour les huitièmes.

### Meilleurs troisièmes
Quatre équipes classées troisièmes de leur poule sont repêchées pour compléter le tableau des huitièmes de finale. Pour désigner les 4 meilleurs troisièmes (parmi les 6 au total), un classement est effectué en comparant les résultats dans leur groupe respectif de chacune des équipes :
Règles de départage :
1. Plus grand nombre de points obtenus ;
2. Meilleure différence de buts ;
3. Plus grand nombre de buts marqués ;
4. Plus petit nombre de points disciplinaires. Barème : deux cartons jaunes dans le même match ou un carton rouge direct donnent -3 points, et un carton jaune donne -1 point ;

| Rang | Équipe               | Pts | J | G | N | P | Bp | Bc | Diff |
| ---- | -------------------- | --- | - | - | - | - | -- | -- | ---- |
| 1    | Jordanie (Groupe E)  | 4   | 3 | 1 | 1 | 1 | 6  | 3  | +3   |
| 2    | Palestine (Groupe C) | 4   | 3 | 1 | 1 | 1 | 5  | 5  | 0    |
| 3    | Syrie (Groupe B)     | 4   | 3 | 1 | 1 | 1 | 1  | 1  | 0    |
| 4    | Indonésie (Groupe D) | 3   | 3 | 1 | 0 | 2 | 3  | 6  | -3   |
| 5    | Oman (Groupe F)      | 2   | 3 | 0 | 2 | 1 | 2  | 3  | -1   |
| 6    | Chine (Groupe A)     | 2   | 3 | 0 | 2 | 1 | 0  | 1  | -1   |

## Phase à élimination directe
Après la phase de groupes, se joue la phase à élimination directe. Les pays qui se sont classés aux deux premières places de leur groupe, ainsi que les quatre meilleurs troisièmes, sont qualifiés pour cette phase.
Le tableau final se compose ainsi : dans la partie "haute", on retrouve le Tadjikistan, les Émirats arabes unis, l'Iran, la Jordanie, l'Australie, l'Indonésie, l'Arabie saoudite et la Corée du Sud. Dans la partie "basse" se trouvent l'Irak, la Syrie, le Bahreïn, le Japon, le Qatar, la Palestine, l'Ouzbékistan et la Thaïlande.

### Tableau final
|  | Huitièmes de finale                                    | Huitièmes de finale                              | Huitièmes de finale                              | Huitièmes de finale                              |             |             | Quarts de finale                                | Quarts de finale                                | Quarts de finale                                | Quarts de finale                                |  |  | Demi-finales                                    | Demi-finales                                    | Demi-finales                                    | Demi-finales                                    |  |  | Finale                                    | Finale                                    | Finale                                    | Finale                                    |
|  |                                                        |                                                  |                                                  |                                                  |             |             |                                                 |                                                 |                                                 |                                                 |  |  |                                                 |                                                 |                                                 |                                                 |  |  |                                           |                                           |                                           |                                           |
|  | 28 janvier 2024 - Stade Ahmad-ben-Ali, Al Rayyan       | 28 janvier 2024 - Stade Ahmad-ben-Ali, Al Rayyan | 28 janvier 2024 - Stade Ahmad-ben-Ali, Al Rayyan | 28 janvier 2024 - Stade Ahmad-ben-Ali, Al Rayyan |             |             | 2 février 2024 - Stade Ahmad-ben-Ali, Al Rayyan | 2 février 2024 - Stade Ahmad-ben-Ali, Al Rayyan | 2 février 2024 - Stade Ahmad-ben-Ali, Al Rayyan | 2 février 2024 - Stade Ahmad-ben-Ali, Al Rayyan |  |  | 6 février 2024 - Stade Ahmad-ben-Ali, Al Rayyan | 6 février 2024 - Stade Ahmad-ben-Ali, Al Rayyan | 6 février 2024 - Stade Ahmad-ben-Ali, Al Rayyan | 6 février 2024 - Stade Ahmad-ben-Ali, Al Rayyan |  |  | 10 février 2024 - Stade de Lusail, Lusail | 10 février 2024 - Stade de Lusail, Lusail | 10 février 2024 - Stade de Lusail, Lusail | 10 février 2024 - Stade de Lusail, Lusail |
|  | A2                                                     | Tadjikistan                                      | 1 tab(5)                                         | 1 tab(5)                                         |             |             | 2 février 2024 - Stade Ahmad-ben-Ali, Al Rayyan | 2 février 2024 - Stade Ahmad-ben-Ali, Al Rayyan | 2 février 2024 - Stade Ahmad-ben-Ali, Al Rayyan | 2 février 2024 - Stade Ahmad-ben-Ali, Al Rayyan |  |  | 6 février 2024 - Stade Ahmad-ben-Ali, Al Rayyan | 6 février 2024 - Stade Ahmad-ben-Ali, Al Rayyan | 6 février 2024 - Stade Ahmad-ben-Ali, Al Rayyan | 6 février 2024 - Stade Ahmad-ben-Ali, Al Rayyan |  |  | 10 février 2024 - Stade de Lusail, Lusail | 10 février 2024 - Stade de Lusail, Lusail | 10 février 2024 - Stade de Lusail, Lusail | 10 février 2024 - Stade de Lusail, Lusail |
|  | A2                                                     | Tadjikistan                                      | 1 tab(5)                                         | 1 tab(5)                                         |             |             | 2 février 2024 - Stade Ahmad-ben-Ali, Al Rayyan | 2 février 2024 - Stade Ahmad-ben-Ali, Al Rayyan | 2 février 2024 - Stade Ahmad-ben-Ali, Al Rayyan | 2 février 2024 - Stade Ahmad-ben-Ali, Al Rayyan |  |  | 6 février 2024 - Stade Ahmad-ben-Ali, Al Rayyan | 6 février 2024 - Stade Ahmad-ben-Ali, Al Rayyan | 6 février 2024 - Stade Ahmad-ben-Ali, Al Rayyan | 6 février 2024 - Stade Ahmad-ben-Ali, Al Rayyan |  |  | 10 février 2024 - Stade de Lusail, Lusail | 10 février 2024 - Stade de Lusail, Lusail | 10 février 2024 - Stade de Lusail, Lusail | 10 février 2024 - Stade de Lusail, Lusail |
|  | C2                                                     | Émirats arabes unis                              | 1 ap(3)                                          | 1 ap(3)                                          |             |             | 2 février 2024 - Stade Ahmad-ben-Ali, Al Rayyan | 2 février 2024 - Stade Ahmad-ben-Ali, Al Rayyan | 2 février 2024 - Stade Ahmad-ben-Ali, Al Rayyan | 2 février 2024 - Stade Ahmad-ben-Ali, Al Rayyan |  |  | 6 février 2024 - Stade Ahmad-ben-Ali, Al Rayyan | 6 février 2024 - Stade Ahmad-ben-Ali, Al Rayyan | 6 février 2024 - Stade Ahmad-ben-Ali, Al Rayyan | 6 février 2024 - Stade Ahmad-ben-Ali, Al Rayyan |  |  | 10 février 2024 - Stade de Lusail, Lusail | 10 février 2024 - Stade de Lusail, Lusail | 10 février 2024 - Stade de Lusail, Lusail | 10 février 2024 - Stade de Lusail, Lusail |
|  | C2                                                     | Émirats arabes unis                              | 1 ap(3)                                          | 1 ap(3)                                          | Tadjikistan | Tadjikistan | 0                                               | 0                                               |                                                 |                                                 |  |  | 6 février 2024 - Stade Ahmad-ben-Ali, Al Rayyan | 6 février 2024 - Stade Ahmad-ben-Ali, Al Rayyan | 6 février 2024 - Stade Ahmad-ben-Ali, Al Rayyan | 6 février 2024 - Stade Ahmad-ben-Ali, Al Rayyan |  |  | 10 février 2024 - Stade de Lusail, Lusail | 10 février 2024 - Stade de Lusail, Lusail | 10 février 2024 - Stade de Lusail, Lusail | 10 février 2024 - Stade de Lusail, Lusail |
|  | 29 janvier 2024 - Stade international de Khalifa, Doha |                                                  |                                                  |                                                  | Tadjikistan | Tadjikistan | 0                                               | 0                                               |                                                 |                                                 |  |  | 6 février 2024 - Stade Ahmad-ben-Ali, Al Rayyan | 6 février 2024 - Stade Ahmad-ben-Ali, Al Rayyan | 6 février 2024 - Stade Ahmad-ben-Ali, Al Rayyan | 6 février 2024 - Stade Ahmad-ben-Ali, Al Rayyan |  |  | 10 février 2024 - Stade de Lusail, Lusail | 10 février 2024 - Stade de Lusail, Lusail | 10 février 2024 - Stade de Lusail, Lusail | 10 février 2024 - Stade de Lusail, Lusail |
|  |                                                        |                                                  | Jordanie                                         | Jordanie                                         | 1           | 1           |                                                 |                                                 |                                                 |                                                 |  |  | 6 février 2024 - Stade Ahmad-ben-Ali, Al Rayyan | 6 février 2024 - Stade Ahmad-ben-Ali, Al Rayyan | 6 février 2024 - Stade Ahmad-ben-Ali, Al Rayyan | 6 février 2024 - Stade Ahmad-ben-Ali, Al Rayyan |  |  | 10 février 2024 - Stade de Lusail, Lusail | 10 février 2024 - Stade de Lusail, Lusail | 10 février 2024 - Stade de Lusail, Lusail | 10 février 2024 - Stade de Lusail, Lusail |
|  | D1                                                     | Irak                                             | Jordanie                                         | Jordanie                                         | 1           | 1           | 2                                               | 2                                               |                                                 |                                                 |  |  | 6 février 2024 - Stade Ahmad-ben-Ali, Al Rayyan | 6 février 2024 - Stade Ahmad-ben-Ali, Al Rayyan | 6 février 2024 - Stade Ahmad-ben-Ali, Al Rayyan | 6 février 2024 - Stade Ahmad-ben-Ali, Al Rayyan |  |  | 10 février 2024 - Stade de Lusail, Lusail | 10 février 2024 - Stade de Lusail, Lusail | 10 février 2024 - Stade de Lusail, Lusail | 10 février 2024 - Stade de Lusail, Lusail |
|  | D1                                                     | Irak                                             | 2 février 2024 - Stade Al-Janoub, Al Wakrah      |                                                  |             |             | 2                                               | 2                                               |                                                 |                                                 |  |  | 6 février 2024 - Stade Ahmad-ben-Ali, Al Rayyan | 6 février 2024 - Stade Ahmad-ben-Ali, Al Rayyan | 6 février 2024 - Stade Ahmad-ben-Ali, Al Rayyan | 6 février 2024 - Stade Ahmad-ben-Ali, Al Rayyan |  |  | 10 février 2024 - Stade de Lusail, Lusail | 10 février 2024 - Stade de Lusail, Lusail | 10 février 2024 - Stade de Lusail, Lusail | 10 février 2024 - Stade de Lusail, Lusail |
|  | E3                                                     | Jordanie                                         | 3                                                | 3                                                |             |             |                                                 |                                                 |                                                 |                                                 |  |  | 6 février 2024 - Stade Ahmad-ben-Ali, Al Rayyan | 6 février 2024 - Stade Ahmad-ben-Ali, Al Rayyan | 6 février 2024 - Stade Ahmad-ben-Ali, Al Rayyan | 6 février 2024 - Stade Ahmad-ben-Ali, Al Rayyan |  |  | 10 février 2024 - Stade de Lusail, Lusail | 10 février 2024 - Stade de Lusail, Lusail | 10 février 2024 - Stade de Lusail, Lusail | 10 février 2024 - Stade de Lusail, Lusail |
|  | E3                                                     | Jordanie                                         | 3                                                | 3                                                | Jordanie    | Jordanie    | 2                                               | 2                                               |                                                 |                                                 |  |  |                                                 |                                                 |                                                 |                                                 |  |  | 10 février 2024 - Stade de Lusail, Lusail | 10 février 2024 - Stade de Lusail, Lusail | 10 février 2024 - Stade de Lusail, Lusail | 10 février 2024 - Stade de Lusail, Lusail |
|  | 28 janvier 2024 - Stade Jassim-bin-Hamad, Doha         |                                                  |                                                  |                                                  | Jordanie    | Jordanie    | 2                                               | 2                                               |                                                 |                                                 |  |  |                                                 |                                                 |                                                 |                                                 |  |  | 10 février 2024 - Stade de Lusail, Lusail | 10 février 2024 - Stade de Lusail, Lusail | 10 février 2024 - Stade de Lusail, Lusail | 10 février 2024 - Stade de Lusail, Lusail |
|  |                                                        |                                                  | Corée du Sud                                     | Corée du Sud                                     | 0           | 0           |                                                 |                                                 |                                                 |                                                 |  |  |                                                 |                                                 |                                                 |                                                 |  |  | 10 février 2024 - Stade de Lusail, Lusail | 10 février 2024 - Stade de Lusail, Lusail | 10 février 2024 - Stade de Lusail, Lusail | 10 février 2024 - Stade de Lusail, Lusail |
|  | B1                                                     | Australie                                        | Corée du Sud                                     | Corée du Sud                                     | 0           | 0           | 4                                               | 4                                               |                                                 |                                                 |  |  |                                                 |                                                 |                                                 |                                                 |  |  | 10 février 2024 - Stade de Lusail, Lusail | 10 février 2024 - Stade de Lusail, Lusail | 10 février 2024 - Stade de Lusail, Lusail | 10 février 2024 - Stade de Lusail, Lusail |
|  | B1                                                     | Australie                                        | 7 février 2024 - Stade Al-Thumama, Doha          |                                                  |             |             | 4                                               | 4                                               |                                                 |                                                 |  |  |                                                 |                                                 |                                                 |                                                 |  |  | 10 février 2024 - Stade de Lusail, Lusail | 10 février 2024 - Stade de Lusail, Lusail | 10 février 2024 - Stade de Lusail, Lusail | 10 février 2024 - Stade de Lusail, Lusail |
|  | D3                                                     | Indonésie                                        | 0                                                | 0                                                |             |             |                                                 |                                                 |                                                 |                                                 |  |  |                                                 |                                                 |                                                 |                                                 |  |  | 10 février 2024 - Stade de Lusail, Lusail | 10 février 2024 - Stade de Lusail, Lusail | 10 février 2024 - Stade de Lusail, Lusail | 10 février 2024 - Stade de Lusail, Lusail |
|  | D3                                                     | Indonésie                                        | 0                                                | 0                                                | Australie   | Australie   | 1                                               | 1                                               |                                                 |                                                 |  |  |                                                 |                                                 |                                                 |                                                 |  |  | 10 février 2024 - Stade de Lusail, Lusail | 10 février 2024 - Stade de Lusail, Lusail | 10 février 2024 - Stade de Lusail, Lusail | 10 février 2024 - Stade de Lusail, Lusail |
|  | 30 janvier 2024 - Stade Education City, Al Rayyan      |                                                  |                                                  |                                                  | Australie   | Australie   | 1                                               | 1                                               |                                                 |                                                 |  |  |                                                 |                                                 |                                                 |                                                 |  |  | 10 février 2024 - Stade de Lusail, Lusail | 10 février 2024 - Stade de Lusail, Lusail | 10 février 2024 - Stade de Lusail, Lusail | 10 février 2024 - Stade de Lusail, Lusail |
|  |                                                        |                                                  | Corée du Sud                                     | Corée du Sud                                     | 2 ap        | 2 ap        |                                                 |                                                 |                                                 |                                                 |  |  |                                                 |                                                 |                                                 |                                                 |  |  | 10 février 2024 - Stade de Lusail, Lusail | 10 février 2024 - Stade de Lusail, Lusail | 10 février 2024 - Stade de Lusail, Lusail | 10 février 2024 - Stade de Lusail, Lusail |
|  | F1                                                     | Arabie saoudite                                  | Corée du Sud                                     | Corée du Sud                                     | 2 ap        | 2 ap        | 1 ap(2)                                         | 1 ap(2)                                         |                                                 |                                                 |  |  |                                                 |                                                 |                                                 |                                                 |  |  | 10 février 2024 - Stade de Lusail, Lusail | 10 février 2024 - Stade de Lusail, Lusail | 10 février 2024 - Stade de Lusail, Lusail | 10 février 2024 - Stade de Lusail, Lusail |
|  | F1                                                     | Arabie saoudite                                  | 3 février 2024 - Stade Education City, Al Rayyan |                                                  |             |             | 1 ap(2)                                         | 1 ap(2)                                         |                                                 |                                                 |  |  |                                                 |                                                 |                                                 |                                                 |  |  | 10 février 2024 - Stade de Lusail, Lusail | 10 février 2024 - Stade de Lusail, Lusail | 10 février 2024 - Stade de Lusail, Lusail | 10 février 2024 - Stade de Lusail, Lusail |
|  | E2                                                     | Corée du Sud                                     | 1 tab(4)                                         | 1 tab(4)                                         |             |             |                                                 |                                                 |                                                 |                                                 |  |  |                                                 |                                                 |                                                 |                                                 |  |  | 10 février 2024 - Stade de Lusail, Lusail | 10 février 2024 - Stade de Lusail, Lusail | 10 février 2024 - Stade de Lusail, Lusail | 10 février 2024 - Stade de Lusail, Lusail |
|  | E2                                                     | Corée du Sud                                     | 1 tab(4)                                         | 1 tab(4)                                         | Jordanie    | Jordanie    | 1                                               | 1                                               |                                                 |                                                 |  |  |                                                 |                                                 |                                                 |                                                 |  |  |                                           |                                           |                                           |                                           |
|  | 31 janvier 2024 - Stade Abdallah-ben-Khalifa, Doha     |                                                  |                                                  |                                                  | Jordanie    | Jordanie    | 1                                               | 1                                               |                                                 |                                                 |  |  |                                                 |                                                 |                                                 |                                                 |  |  |                                           |                                           |                                           |                                           |
|  |                                                        |                                                  | Qatar                                            | Qatar                                            | 3           | 3           |                                                 |                                                 |                                                 |                                                 |  |  |                                                 |                                                 |                                                 |                                                 |  |  |                                           |                                           |                                           |                                           |
|  | C1                                                     | Iran                                             | Qatar                                            | Qatar                                            | 3           | 3           | 1 tab(5)                                        | 1 tab(5)                                        |                                                 |                                                 |  |  |                                                 |                                                 |                                                 |                                                 |  |  |                                           |                                           |                                           |                                           |
|  | C1                                                     | Iran                                             |                                                  |                                                  |             |             |                                                 | 1 tab(5)                                        |                                                 |                                                 |  |  |                                                 |                                                 |                                                 |                                                 |  |  |                                           |                                           |                                           |                                           |
|  | B3                                                     | Syrie                                            | 1 ap(3)                                          | 1 ap(3)                                          |             |             |                                                 |                                                 |                                                 |                                                 |  |  |                                                 |                                                 |                                                 |                                                 |  |  |                                           |                                           |                                           |                                           |
|  | B3                                                     | Syrie                                            | 1 ap(3)                                          | 1 ap(3)                                          | Iran        | Iran        | 2                                               | 2                                               |                                                 |                                                 |  |  |                                                 |                                                 |                                                 |                                                 |  |  |                                           |                                           |                                           |                                           |
|  | 31 janvier 2024 - Stade Al-Thumama, Doha               |                                                  |                                                  |                                                  | Iran        | Iran        | 2                                               | 2                                               |                                                 |                                                 |  |  |                                                 |                                                 |                                                 |                                                 |  |  |                                           |                                           |                                           |                                           |
|  |                                                        |                                                  | Japon                                            | Japon                                            | 1           | 1           |                                                 |                                                 |                                                 |                                                 |  |  |                                                 |                                                 |                                                 |                                                 |  |  |                                           |                                           |                                           |                                           |
|  | E1                                                     | Bahreïn                                          | Japon                                            | Japon                                            | 1           | 1           | 1                                               | 1                                               |                                                 |                                                 |  |  |                                                 |                                                 |                                                 |                                                 |  |  |                                           |                                           |                                           |                                           |
|  | E1                                                     | Bahreïn                                          | 3 février 2024 - Stade Al-Bayt, Al-Khor          |                                                  |             |             | 1                                               | 1                                               |                                                 |                                                 |  |  |                                                 |                                                 |                                                 |                                                 |  |  |                                           |                                           |                                           |                                           |
|  | D2                                                     | Japon                                            | 3                                                | 3                                                |             |             |                                                 |                                                 |                                                 |                                                 |  |  |                                                 |                                                 |                                                 |                                                 |  |  |                                           |                                           |                                           |                                           |
|  | D2                                                     | Japon                                            | 3                                                | 3                                                | Iran        | Iran        | 2                                               | 2                                               |                                                 |                                                 |  |  |                                                 |                                                 |                                                 |                                                 |  |  |                                           |                                           |                                           |                                           |
|  | 29 janvier 2024 - Stade Al-Bayt, Al-Khor               |                                                  |                                                  |                                                  | Iran        | Iran        | 2                                               | 2                                               |                                                 |                                                 |  |  |                                                 |                                                 |                                                 |                                                 |  |  |                                           |                                           |                                           |                                           |
|  |                                                        |                                                  | Qatar                                            | Qatar                                            | 3           | 3           |                                                 |                                                 |                                                 |                                                 |  |  |                                                 |                                                 |                                                 |                                                 |  |  |                                           |                                           |                                           |                                           |
|  | A1                                                     | Qatar                                            | Qatar                                            | Qatar                                            | 3           | 3           | 2                                               | 2                                               |                                                 |                                                 |  |  |                                                 |                                                 |                                                 |                                                 |  |  |                                           |                                           |                                           |                                           |
|  | A1                                                     | Qatar                                            |                                                  |                                                  |             |             |                                                 | 2                                               |                                                 |                                                 |  |  |                                                 |                                                 |                                                 |                                                 |  |  |                                           |                                           |                                           |                                           |
|  | C3                                                     | Palestine                                        | 1                                                | 1                                                |             |             |                                                 |                                                 |                                                 |                                                 |  |  |                                                 |                                                 |                                                 |                                                 |  |  |                                           |                                           |                                           |                                           |
|  | C3                                                     | Palestine                                        | 1                                                | 1                                                | Qatar       | Qatar       | 1 tab(3)                                        | 1 tab(3)                                        |                                                 |                                                 |  |  |                                                 |                                                 |                                                 |                                                 |  |  |                                           |                                           |                                           |                                           |
|  | 30 janvier 2024 - Stade Al-Janoub, Al Wakrah           |                                                  |                                                  |                                                  | Qatar       | Qatar       | 1 tab(3)                                        | 1 tab(3)                                        |                                                 |                                                 |  |  |                                                 |                                                 |                                                 |                                                 |  |  |                                           |                                           |                                           |                                           |
|  |                                                        |                                                  | Ouzbékistan                                      | Ouzbékistan                                      | 1 ap(2)     | 1 ap(2)     |                                                 |                                                 |                                                 |                                                 |  |  |                                                 |                                                 |                                                 |                                                 |  |  |                                           |                                           |                                           |                                           |
|  | B2                                                     | Ouzbékistan                                      | Ouzbékistan                                      | Ouzbékistan                                      | 1 ap(2)     | 1 ap(2)     | 2                                               | 2                                               |                                                 |                                                 |  |  |                                                 |                                                 |                                                 |                                                 |  |  |                                           |                                           |                                           |                                           |
|  | B2                                                     | Ouzbékistan                                      |                                                  |                                                  |             |             |                                                 | 2                                               |                                                 |                                                 |  |  |                                                 |                                                 |                                                 |                                                 |  |  |                                           |                                           |                                           |                                           |
|  | F2                                                     | Thaïlande                                        | 1                                                | 1                                                |             |             |                                                 |                                                 |                                                 |                                                 |  |  |                                                 |                                                 |                                                 |                                                 |  |  |                                           |                                           |                                           |                                           |
|  | F2                                                     | Thaïlande                                        | 1                                                | 1                                                |             |             |                                                 |                                                 |                                                 |                                                 |  |  |                                                 |                                                 |                                                 |                                                 |  |  |                                           |                                           |                                           |                                           |
|  |                                                        |                                                  |                                                  |                                                  |             |             |                                                 |                                                 |                                                 |                                                 |  |  |                                                 |                                                 |                                                 |                                                 |  |  |                                           |                                           |                                           |                                           |

### Huitièmes de finale
| Match 37                    | Australie                                                                       | 4 - 0   | Indonésie                                             | Stade Jassim-bin-Hamad, Doha                     |                                                  |
| 28 janvier 2024 14h30 UTC+3 | Baggott 12e (csc) · ( Jones) Boyle 45e · Goodwin 89e · ( Goodwin) Souttar 90+1e | (2 - 0) |                                                       | Spectateurs : 7 863 Arbitrage : Mohammed Abdulla | Spectateurs : 7 863 Arbitrage : Mohammed Abdulla |
| 28 janvier 2024 14h30 UTC+3 | Fornaroli 15e · Jones 65e                                                       | Rapport | 35e Mangkualam · 68e Walsh · 90e Amat · 90+4e Struick | Spectateurs : 7 863 Arbitrage : Mohammed Abdulla | Spectateurs : 7 863 Arbitrage : Mohammed Abdulla |

L'Australie s'impose facilement 4-0 face à l'Indonésie et se qualifie pour les quarts de finale,.
| Match 38                    | Tadjikistan                                         | 1 - 1 ap              | Émirats arabes unis              | Stade Ahmad-ben-Ali, Al Rayyan                |                                               |
| 28 janvier 2024 19h00 UTC+3 | ( Dzhuraboev) Khanonov 30e                          | (1 - 0, 1 - 1, 1 - 1) | 90+5e Al Hammadi (Saleh )        | Spectateurs : 33 584 Arbitrage : Yusuke Araki | Spectateurs : 33 584 Arbitrage : Yusuke Araki |
| 28 janvier 2024 19h00 UTC+3 | Khamrokulov 116e                                    | Rapport               | 69e Al-Ghassani · 84e Al-Zaabi · | Spectateurs : 33 584 Arbitrage : Yusuke Araki | Spectateurs : 33 584 Arbitrage : Yusuke Araki |
| 28 janvier 2024 19h00 UTC+3 | Nazarov · Khanonov · Panjshanbe · Soirov · Shukurov | Tirs au but 5 - 3     | Idrees · Canedo · Lima · Saleh   | Spectateurs : 33 584 Arbitrage : Yusuke Araki | Spectateurs : 33 584 Arbitrage : Yusuke Araki |

Le Tadjikistan marque à la 30e minute et maintient le score, en espérant décrocher la qualification jusqu'à l'égalisation des Émirats arabes unis à la 90e minute par Khalifa Al Hammadi pour pousser le match en prolongation. Aucun but n'est marqué en prolongation, et le match se conclut aux tirs au but. Au terme de la séance de tirs au but, c'est le Tadjikistan qui se qualifie en marquant ses cinq tirs.
| Match 39                    | Irak                             | 2 - 3   | Jordanie                                                    | Stade international de Khalifa, Doha             |                                                  |
| 29 janvier 2024 14h30 UTC+3 | ( Jasim) Natiq 68e · Hussein 76e | (0 - 1) | 45+1e Al-Naimat · 90+5e Al-Arab · 90+7e Al-Rashdan (Rateb ) | Spectateurs : 35 814 Arbitrage : Alireza Faghani | Spectateurs : 35 814 Arbitrage : Alireza Faghani |
| 29 janvier 2024 14h30 UTC+3 | Hussein 45+3e, 77e               | Rapport | 14e Nasib · 80e Al-Naimat · 90+8e Al-Rashdan                | Spectateurs : 35 814 Arbitrage : Alireza Faghani | Spectateurs : 35 814 Arbitrage : Alireza Faghani |

La Jordanie ouvre le score dans le temps additionnel de la première période par Yazan Al-Naimat. En seconde période l'Irak égalise à la 68e minute et va prendre l'avantage à quinze minutes de la fin du match sur un but de Aymen Hussein. Peu de temps après, les Irakiens sont réduits à 10 après un deuxième carton jaune du buteur Aymen Hussein, pour une célébration jugée trop provocante. Malgré l'infériorité numérique, l'Irak parvient à maintenir le score, mais ils se font surprendre dans le temps additionnel et se font égaliser. Le match s'achemine vers la prolongation, mais les Jordaniens vont obtenir l'avantage à la 90e+7e minute d'un but de Nizar Al-Rashdan. Après un match intense, la Jordanie se qualifie pour les quarts de finale.
| Match 40                    | Qatar                                     | 2 - 1   | Palestine                           | Stade Al-Bayt, Al-Khor                   |                                          |
| 29 janvier 2024 19h00 UTC+3 | ( Afif) Al Haydos 45+6e · Afif 49e (pen.) | (1 - 1) | 37e Dabbagh                         | Spectateurs : 63 753 Arbitrage : Ma Ning | Spectateurs : 63 753 Arbitrage : Ma Ning |
| 29 janvier 2024 19h00 UTC+3 |                                           | Rapport | 15e Seyam · 48e Saleh · 85e Mahajna | Spectateurs : 63 753 Arbitrage : Ma Ning | Spectateurs : 63 753 Arbitrage : Ma Ning |

Malgré l'ouverture du score de la Palestine, le Qatar reverse le score et s'impose 2-1, se qualifiant ainsi pour les quarts de finale.
| Match 41                    | Ouzbékistan                                                  | 2 - 1   | Thaïlande               | Stade Al-Janoub, Al Wakrah                        |                                                   |
| 30 janvier 2024 14h30 UTC+3 | ( Kholmatov) Turgʻunboyev 37e · ( Masharipov) Fayzullaev 65e | (1 - 0) | 58e Sarachat (Chaided ) | Spectateurs : 18 691 Arbitrage : Nazmi Nasaruddin | Spectateurs : 18 691 Arbitrage : Nazmi Nasaruddin |
| 30 janvier 2024 14h30 UTC+3 | Khusanov 87e                                                 | Rapport |                         | Spectateurs : 18 691 Arbitrage : Nazmi Nasaruddin | Spectateurs : 18 691 Arbitrage : Nazmi Nasaruddin |

L'Ouzbékistan s'impose sur le score de 2-1 face à la Thaïlande et poursuit son aventure dans la compétition.
| Match 42                    | Arabie saoudite                                      | 1 - 1 ap              | Corée du Sud            | Stade Education City, Al Rayyan                  |                                                  |
| 30 janvier 2024 19h00 UTC+3 | ( S. Al-Dawsari) Radif 46e                           | (0 - 0, 1 - 1, 1 - 1) | 90+9e Cho (Seol )       | Spectateurs : 42 389 Arbitrage : Ilgiz Tantashev | Spectateurs : 42 389 Arbitrage : Ilgiz Tantashev |
| 30 janvier 2024 19h00 UTC+3 | Al-Kassar 90+5e · Al-Muwallad 113e · Al-Breik 120+1e | Rapport               | 49e Kim · 114e Lee ·    | Spectateurs : 42 389 Arbitrage : Ilgiz Tantashev | Spectateurs : 42 389 Arbitrage : Ilgiz Tantashev |
| 30 janvier 2024 19h00 UTC+3 | Kanno · Abdulhamid · Al-Najei · Ghareeb              | Tirs au but 2 - 4     | Son · Kim · Cho · Hwang | Spectateurs : 42 389 Arbitrage : Ilgiz Tantashev | Spectateurs : 42 389 Arbitrage : Ilgiz Tantashev |

Dans le duel des favoris, c'est l'Arabie saoudite qui ouvre le score et la qualification est proche, mais la Corée du Sud va égaliser dans le temps additionnel par Cho Gue-sung. Aucun but n'est marqué pendant la prolongation, et la qualification se joue aux tirs au but. La Corée du Sud s'impose lors de la séance 4 à 2 et se qualifie pour la suite de la compétition,.
| Match 43                    | Bahreïn                        | 1 - 3   | Japon                                     | Stade Al-Thumama, Doha                        |                                               |
| 31 janvier 2024 14h30 UTC+3 | Ueda 64e (csc)                 | (0 - 1) | 31e Doan · 49e Kubo · 72e Ueda (Maikuma ) | Spectateurs : 31 832 Arbitrage : Ahmed Al-Ali | Spectateurs : 31 832 Arbitrage : Ahmed Al-Ali |
| 31 janvier 2024 14h30 UTC+3 | Yusuf Helal 52e · Al Hayam 79e | Rapport | 57e Maikuma                               | Spectateurs : 31 832 Arbitrage : Ahmed Al-Ali | Spectateurs : 31 832 Arbitrage : Ahmed Al-Ali |

Le Japon s'impose sans trembler 3-1 face au Bahreïn et se qualifie pour les quarts de finale,.
| Match 44                    | Iran                                                                              | 1 - 1 ap              | Syrie                              | Stade Abdallah-ben-Khalifa, Doha               |                                                |
| 31 janvier 2024 19h00 UTC+3 | Taremi 34e (pen.)                                                                 | (1 - 0, 1 - 1, 1 - 1) | 64e (pen.) Kharbin                 | Spectateurs : 8 720 Arbitrage : Kim Jong-hyeok | Spectateurs : 8 720 Arbitrage : Kim Jong-hyeok |
| 31 janvier 2024 19h00 UTC+3 | Khalilzadeh 16e · Beiranvand 62e · Ezatolahi 71e · Mohebi 72e · Taremi 81e, 90+1e | Rapport               | 24e Al-Aswad · 90+8e Hesar ·       | Spectateurs : 8 720 Arbitrage : Kim Jong-hyeok | Spectateurs : 8 720 Arbitrage : Kim Jong-hyeok |
| 31 janvier 2024 19h00 UTC+3 | Ansarifard · Rezaeian · Ebrahimi · Torabi · Hajsafi                               | Tirs au but 5 - 3     | Sabbag · Youssef · Ousou · Al-Dali | Spectateurs : 8 720 Arbitrage : Kim Jong-hyeok | Spectateurs : 8 720 Arbitrage : Kim Jong-hyeok |

Au terme des 90 minutes, l'Irak et la Syrie se neutralisent 1-1 et ont besoin de la prolongation pour se départager. L'Irak joue la prolongation à 10 après l'expulsion de Mehdi Taremi mais aucun but n'est marqué et le match se joue aux tirs au but. L'Irak a remporté la victoire aux tirs au but 5-3 et se qualifie pour les quarts de finale,.

### Quarts de finale
| Match 45                   | Tadjikistan  | 0 - 1   | Jordanie                             | Stade Ahmad-ben-Ali, Al Rayyan           |                                          |
| 2 février 2024 14h30 UTC+3 |              | (0 - 0) | 66e (csc) Khanonov                   | Spectateurs : 35 530 Arbitrage : Fu Ming | Spectateurs : 35 530 Arbitrage : Fu Ming |
| 2 février 2024 14h30 UTC+3 | Shukurov 79e | Rapport | 68e Al-Ajalin · 72e Ayed · 83e Olwan | Spectateurs : 35 530 Arbitrage : Fu Ming | Spectateurs : 35 530 Arbitrage : Fu Ming |

La Jordanie prend le dessus sur le Tadjikistan en s'imposant 1-0 sur but contre son camp. Les Jordaniens se hissent pour la première fois en demi-finales.
| Match 46                   | Australie                      | 1 - 2 ap              | Corée du Sud                  | Stade Al-Janoub, Al Wakrah                    |                                               |
| 2 février 2024 18h30 UTC+3 | ( Atkinson) Goodwin 42e        | (1 - 0, 1 - 1, 1 - 2) | 90+6e (pen.) Hwang · 104e Son | Spectateurs : 39 632 Arbitrage : Ahmed Al-Kaf | Spectateurs : 39 632 Arbitrage : Ahmed Al-Kaf |
| 2 février 2024 18h30 UTC+3 | Souttar 45+1e · O'Neill 105+4e | Rapport               | 90+1e Kim                     | Spectateurs : 39 632 Arbitrage : Ahmed Al-Kaf | Spectateurs : 39 632 Arbitrage : Ahmed Al-Kaf |

L’Australie ouvre le score à la 42e minute. Les Australiens ont la qualification jusqu'à la fin du match, mais les Sud-Coréens ont marqué un penalty qui a conduit le match en prolongation. La Corée du Sud inscrit un but à la 104e minute par Son Heung-min pour prendre les devants pour la première fois de la partie. C'est le seul but de la prolongation, et les Sud-Coréens sont qualifiés pour les demi-finales,,.
| Match 47                   | Iran                                            | 2 - 1   | Japon                  | Stade Education City, Al Rayyan          |                                          |
| 3 février 2024 14h30 UTC+3 | ( Azmoun) Mohebi 55e · Jahanbakhsh 90+6e (pen.) | (0 - 1) | 28e Morita             | Spectateurs : 35 640 Arbitrage : Ma Ning | Spectateurs : 35 640 Arbitrage : Ma Ning |
| 3 février 2024 14h30 UTC+3 |                                                 | Rapport | 24e Itakura · 48e Ueda | Spectateurs : 35 640 Arbitrage : Ma Ning | Spectateurs : 35 640 Arbitrage : Ma Ning |

Les Japonais ouvre la marque à la 28e minute, les Iraniens égalisent à la 55e minute. En tout fin alors que le match se dirige en prolongation les Japonais concède un penalty et est transformé par l'Iran. L'Iran se qualifie pour les demi-finales,,.
| Match 48                   | Qatar                                                    | 1 - 1 ap              | Ouzbékistan                                                 | Stade Al-Bayt, Al-Khor                       |                                              |
| 3 février 2024 18h30 UTC+3 | Yusupov 27e (csc)                                        | (1 - 0, 1 - 1, 1 - 1) | 59e Khamrobekov                                             | Spectateurs : 58 791 Arbitrage : Kim Hee-gon | Spectateurs : 58 791 Arbitrage : Kim Hee-gon |
| 3 février 2024 18h30 UTC+3 | Barsham 46e · Muneer 89e · Ali 90+1e · Pedro Miguel 105e | Rapport               | 69e Shukurov · 90e Ashurmatov ·                             | Spectateurs : 58 791 Arbitrage : Kim Hee-gon | Spectateurs : 58 791 Arbitrage : Kim Hee-gon |
| 3 février 2024 18h30 UTC+3 | Afif · Ali · Ali Mukhtar · Al-Brake · Pedro Miguel       | Tirs au but 3 - 2     | Shukurov · Ashurmatov · Umarov · Abdurakhmatov · Masharipov | Spectateurs : 58 791 Arbitrage : Kim Hee-gon | Spectateurs : 58 791 Arbitrage : Kim Hee-gon |

Au cours du dernier quart de finale, l'Ouzbékistan a tenu tête au tenant du titre, le Qatar, jusqu'aux tirs au but, mais a été vaincu lors de cette rencontre,.

### Demi-finales
| Match 49                   | Jordanie                                                   | 2 - 0   | Corée du Sud                                     | Stade Ahmad-ben-Ali, Al Rayyan                    |                                                   |
| 6 février 2024 18h00 UTC+3 | ( Al-Taamari) Al-Naimat 53e · ( Al-Rashdan) Al-Taamari 66e | (0 - 0) |                                                  | Spectateurs : 42 850 Arbitrage : Mohammed Abdulla | Spectateurs : 42 850 Arbitrage : Mohammed Abdulla |
| 6 février 2024 18h00 UTC+3 | Haddad 45+2e · Abu Hasheesh 64e                            | Rapport | 15e Hwang I.-B. · 84e Jung S.-H. · 89e Cho G.-S. | Spectateurs : 42 850 Arbitrage : Mohammed Abdulla | Spectateurs : 42 850 Arbitrage : Mohammed Abdulla |

La Jordanie continue de faire sensation dans ce tournoi en s'imposant 2-0 contre la Corée du Sud. et décroche son billet pour la finale pour la première fois de leur histoire,,,.
| Match 50                   | Iran                                         | 2 - 3   | Qatar                                                     | Stade Al-Thumama, Doha                        |                                               |
| 7 février 2024 18h00 UTC+3 | Azmoun 4e · Jahanbakhsh 51e (pen.)           | (1 - 2) | 17e Gaber (Afif ) · 43e Afif (Fatehi ) · 82e Ali (Hatem ) | Spectateurs : 40 342 Arbitrage : Ahmed Al-Ali | Spectateurs : 40 342 Arbitrage : Ahmed Al-Ali |
| 7 février 2024 18h00 UTC+3 | Torabi 18e · Hajsafi 21e · Khalilzadeh 90+3e | Rapport | 40e Ali Mukhtar · 50e Fatehi                              | Spectateurs : 40 342 Arbitrage : Ahmed Al-Ali | Spectateurs : 40 342 Arbitrage : Ahmed Al-Ali |

La seconde demi-finale oppose l'Iran et le Qatar. Les Iraniens ont rapidement ouvert le score à la 4e minute, puis les Qataries ont égalisé à la 17e minute et ont pris l'avantage avant la mi-temps. Au retour des vestiaires les Iraniens égalisent sur penalty. Le score ne change pas jusqu'à la 82e minute, moment où le Qatar reprend le dessus. Le score final est de 3-2 pour le Qatar qui se qualifie pour la finale et peut défendre sa couronne face à la surprise, la Jordanie,,.

### Finale
Le Qatar, tenant du titre, affronte la Jordanie, qui joue sa première finale. Le Qatar ouvre le score sur un penalty à la 22e minute. En seconde période les Jordaniens égalisent à la 67e minute mais les Qataries vont répliquer quelques minutes plus tard de nouveau sur penalty. La Jordanie n'arrive pas à égaliser et va même concéder un penalty dans le temps additionnel. Le titre est conservé par le Qatar, qui remporte la compétition pour la deuxième fois,,. Akram Afif a été désigné homme du match après avoir marqué trois buts sur penalty.
| Match 51                    | Jordanie                                                      | 1 - 3   | Qatar                                   | Stade de Lusail, Lusail                  |                                          |
| 10 février 2024 18h00 UTC+3 | ( Haddad) Al-Naimat 67e                                       | (0 - 1) | 22e (pen.) 73e (pen.) 90+5e (pen.) Afif | Spectateurs : 86 492 Arbitrage : Ma Ning | Spectateurs : 86 492 Arbitrage : Ma Ning |
| 10 février 2024 18h00 UTC+3 | Olwan 18e · Al-Ajalin 45+7e · Al-Naimat 86e · Abu Laila 90+4e | Rapport | 90+9e Assadalla · 90+16e Barsham        | Spectateurs : 86 492 Arbitrage : Ma Ning | Spectateurs : 86 492 Arbitrage : Ma Ning |

## Statistiques et récompenses

### Classement des buteurs et passeur

#### 8 buts
- Akram Afif

#### 6 buts
- Aymen Hussein

#### 4 buts
- Ayase Ueda
- Yazan Al-Naimat

#### 3 buts
- Lee Kang-in
- Son Heung-min
- Mehdi Taremi
- Musa Al-Taamari
- Oday Dabbagh

#### 2 buts
- Martin Boyle
- Craig Goodwin
- Jackson Irvine
- Yahya Al-Ghassani
- Sultan Adil
- Sardar Azmoun
- Mehdi Ghayedi
- Alireza Jahanbakhsh
- Takumi Minamino
- Mahmoud Al-Mardi
- Abbosbek Fayzullaev
- Abdulhamid Turg'unboye
- Hassan Al Haydos
- Almoez Ali
- Omar Kharbin
- Supachai Chaided

#### 1 but
- Ali Al-Bulaihi
- Faisal Al-Ghamdi
- Abdulrahman Ghareeb
- Mohamed Kanno
- Abdullah Radif
- Jordan Bos
- Harry Souttar
- Abdulla Al-Hashsash
- Ali Madan
- Abdulla Yusuf Helal
- Cho Gue-sung
- Hwang Hee-chan
- Hwang In-beom
- Jeong Woo-yeong
- Khalifa Al Hammadi
- Zayed Sultan
- Chan Siu Kwan
- Marselino Ferdinan
- Asnawi Mangkualam
- Sandy Walsh
- Mohanad Ali
- Aymen Hussein
- Saad Natiq
- Osama Rashid
- Rebin Sulaka
- Karim Ansarifard
- Shojae Khalilzadeh
- Mohammad Mohebi
- Ritsu Doan
- Wataru Endō
- Takefusa Kubo
- Hidemasa Morita
- Keito Nakamura
- Yazan Al-Arab
- Nizar Al-Rashdan
- Joel Kojo
- Bassel Jradi
- Arif Aiman
- Faisal Halim
- Romel Morales
- Muhsen Al-Ghassani
- Salaah Al-Yahyaei
- Odiljon Khamrobekov
- Sherzod Nasrullaev
- Otabek Shukurov
- Oday Dabbagh
- Zaid Qunbar
- Tamer Seyam
- Jassem Gaber
- Nuriddin Khamrokulov
- Vakhdat Khanonov
- Parvizdzhon Umarbayev
- Supachok Sarachat
- Nguyễn Đình Bắc
- Phạm Tuấn Hải

#### 1 but contre son camp
- Park Yong-woo
- Bader Nasser
- Elkan Baggott
- Justin Hubner
- Zion Suzuki
- Yazan Al-Arab
- Utkir Yusupov
- Vakhdat Khanonov

##### 3 passe décisive
- Sardar Azmoun
- Akram Afif

#### 2 passe décisive
- Ali Saleh
- Ali Jasim
- Saman Ghoddos
- Jaloliddin Masharipov
- Almoez Ali

#### 1 passe décisive
- Salem Al-Dawsari
- Saud Abdulhamid
- Mukhtar Ali
- Ali Lajami
- Nathaniel Atkinson
- Craig Goodwin
- Gethin Jones
- Riley McGree
- Ali Madan
- Hwang In-beom
- Kim Min-jae
- Lee Kang-in
- Seol Young-woo
- Abdalla Ramadan
- Everton Camargo
- Yakob Sayuri
- Alireza Jahanbakhsh
- Milad Mohammadi
- Ahmed Al-Hajjaj
- Ali Jasim
- Ritsu Doan
- Wataru Endō
- Reo Hatate
- Takefusa Kubo
- Seiya Maikuma
- Takumi Minamino
- Anas Al-Awadat
- Yazan Al-Naimat
- Nizar Al-Rashdan
- Musa Al-Taamari
- Ihsan Haddad
- Saleh Rateb
- Hasan Srour
- Paulo Josué
- Diyor Kholmatov
- Otabek Shukurov
- Ahmed Fatehi
- Abdulaziz Hatem
- Mohammed Waad
- Ibrahim Hesar
- Zoir Dzhuraboev
- Ehson Panjshanbe
- Supachai Chaided
- Đỗ Hùng Dũng

### Bilan disciplinaire

#### 3 cartons jaunes
- Salem Al-Ajalin
- Ali Olwan

#### 2 cartons jaunes
- Harry Souttar
- Cho Gue-sung
- Hwang In-beom
- Kim Min-jae
- Tahnoon Al-Zaabi
- Aymen Hussein
- Hossein Kanaanizadegan
- Mehdi Taremi
- Jordi Amat
- Rafael Struick
- Yazan Al-Naimat
- Nizar Al-Rashdan
- Ihsan Haddad
- Gulzhigit Alykulov
- Otabek Shukurov
- Mohammed Saleh
- Tamer Seyam
- Meshaal Barsham
- Ahmed Fatehi
- Pedro Miguel
- Mahmoud Al-Aswad
- Theerathon Bunmathan
- Khuất Văn Khang
- Lê Phạm Thành Long

#### 1 carton jaune
- Mohammed Al-Breik
- Ahmed Al-Kassar
- Eid Al-Muwallad
- Saleh Al-Shehri
- Hassan Al-Tambakti
- Abdulrahman Ghareeb
- Bruno Fornaroli
- Gethin Jones
- Riley McGree
- Aiden O'Neill
- Samuel Silvera
- Kamil Al-Aswad
- Waleed Al Hayam
- Moses Atede
- Ali Madan
- Abdulla Yusuf Helal
- Wang Shangyuan
- Zhang Yuning
- Jung Seung-hyun
- Kim Young-gwon
- Lee Jae-sung
- Lee Kang-in
- Lee Ki-je
- Oh Hyeon-gyu
- Park Yong-woo
- Son Heung-min
- Sultan Adil
- Yahya Al-Ghassani
- Khaled Ibrahim
- Abdulla Idrees
- Oliver Gerbig
- Vas Nuñez
- Yue Tze Nam
- Wu Chun Ming
- Rahul Bheke
- Vikram Partap Singh
- Naorem Mahesh Singh
- Pratama Arhan
- Elkan Baggott
- Justin Hubner
- Marc Klok
- Asnawi Mangkualam
- Yakob Sayuri
- Sandy Walsh
- Alireza Beiranvand
- Saeid Ezatolahi
- Ehsan Hajsafi
- Shoja Khalilzadeh
- Sadegh Moharrami
- Mohammad Mohebi
- Mehdi Torabi
- Montader Madjed
- Saad Natiq
- Wataru Endō
- Ko Itakura
- Junya Ito
- Seiya Maikuma
- Takumi Minamino
- Yukinari Sugawara
- Ayase Ueda
- Yazid Abu Laila
- Yazan Al-Arab
- Musa Al-Taamari
- Mohammad Abu Hasheesh
- Rajaei Ayed
- Abdallah Nasib
- Beknaz Almazbekov
- Ernist Batyrkanov
- Khristiyan Brauzman
- Aleksandr Mishchenko
- Mohamad Haidar
- Mostafa Matar
- Hasan Srour
- Hussein Zein
- Syamer Kutty
- Shahrul Saad
- Ahmed Al-Khamisi
- Jameel Al-Yahmadi
- Rustam Ashurmatov
- Umar Eshmurodov
- Odiljon Hamrobekov
- Anvar Houssanov
- Abdukodir Khusanov
- Ataa Jaber
- Mohammed Khalil
- Amid Mahajna
- Camilo Saldaña
- Zaid Qunbar
- Michel Termanimi
- Ahmed Alaaeldin
- Almoez Ali
- Al-Mahdi Ali Mukhtar
- Ali Assadalla
- Pedro Miguel
- Khalid Muneer
- Mohammed Waad
- Ibrahim Hesar
- Omar Kharbin
- Abdul Rahman Weiss
- Alidzhoni Ayni
- Zoir Dzhuraboyev
- Nuriddin Khamrokulov
- Vakhdat Khanonov
- Ruslan Khayloev
- Ehson Panjshanbe
- Manuchekhr Safarov
- Chahrom Samiev
- Alisher Shukurov
- Parvizdjon Oumarbaïev
- Nicholas Mickelson
- Jaroensak Wonggorn
- Nguyễn Thái Sơn
- Bùi Hoàng Việt Anh

#### 1 carton rouge
- Aiden O'Neill
- Khalifa Al Hammadi
- Aymen Hussein
- Shoja Khalilzadeh
- Mehdi Taremi
- Aizar Akmatov
- Kimi Merk
- Kassem El Zein
- Amadoni Kamolov
- Khuất Văn Khang
- Lê Phạm Thành Long